# Sociedad en la dinastía Han
La sociedad en la dinastía Han consistió en un etapa de la antigua China comprendida entre los años 200 a. C.-220 d. C., dividida en los periodos Han occidental (206 a. C.-9 d. C.) y Han oriental (25-220), cuando las ciudades capitales estaban ubicadas en Chang'an y Luoyang, respectivamente. Fue fundado por el emperador Liu Bang e interrumpido brevemente por el régimen de Wang Mang (9-23) que usurpó el trono de un niño emperador Han.Ya que luego fue asesinado por su enemigo.
La dinastía Han fue una era de gran progreso económico, tecnológico, cultural y social en China. Su sociedad estaba gobernada por un emperador que compartía el poder con una burocracia oficial y una nobleza semifeudal. Sus leyes, costumbres, literatura y educación se guiaron en gran medida por la filosofía y el sistema ético del confucianismo, aunque todavía se podía ver la influencia del legalismo y el taoísmo, de la dinastía Zhou anterior. Miembros de la clase erudita de la nobleza quienes aspiraban a ocupar cargos públicos fueron obligados a recibir una educación basada en Confucio. Se creó una nueva ideología sintética del confucianismo Han cuando el erudito Dong Zhongshu (179-104 a. C.) unió el canon confuciano presuntamente editado por Kongzi, o Confucio (551-479 a. C.), con ciclos cosmológicos de yin y yang y los cinco elementos chinos.
Aunque el estatus social de nobles, funcionarios, agricultores y artesanos se consideraba superior a la del comerciante humildemente registrado, los hombres de negocios ricos y exitosos adquirieron enormes fortunas que les permitieron rivalizar con el prestigio social de los nobles más poderosos y los más altos funcionarios. Los esclavos estaban en el fondo del orden social, pero representaban una pequeña porción de la población general. Los encargados contratados directamente por los propietarios, se unieron a las fincas de los terratenientes ricos, mientras que los médicos y los ocultistas religiosos empleados por el estado podían ganarse la vida decentemente. Las personas de todas las clases sociales creían en varias deidades, espíritus, inmortales y demonios. Mientras que los hadaistas Han se organizaron en pequeños grupos principalmente preocupados por alcanzar la inmortalidad a través de varios medios, a mediados del siglo II formaron sociedades religiosas jerárquicas que desafiaron la autoridad imperial y vieron a Laozi (siglo VI a. C.) como un santo profeta.
El típico hogar chino de la era Han contenía una familia nuclear con un promedio de cuatro a cinco miembros, a diferencia de las dinastías posteriores, cuando las generaciones múltiples y los miembros de la familia extendida comúnmente vivían en el mismo hogar. Las familias eran patrilineales, lo que convertía al padre en el jefe supremo de la casa. Los matrimonios concertados eran la norma, mientras que se esperaba que una nueva esposa se uniera al clan de su esposo. Tener hijos sobre hijas fue considerado extremadamente importante por el bien de llevar adelante el culto a los ancestros. Aunque las costumbres y la tradición confuciana esperaban que las niñas y las mujeres se comportaran pasivamente con sus parientes masculinos, a las madres se les dio un estado familiar superior al de sus hijos. Las mujeres también se dedicaban a diversas profesiones dentro y fuera del hogar y recibían protección bajo la ley. La emperatriz era superior en estatus a los parientes masculinos del clan de su consorte, mientras que la madre del emperador -la emperatriz viuda- tenía la autoridad de anular sus decisiones y elegir a su sucesor, si no se le había nombrado antes de su muerte.

## Clase social

### Familia real, regentes, nobles y eunucos

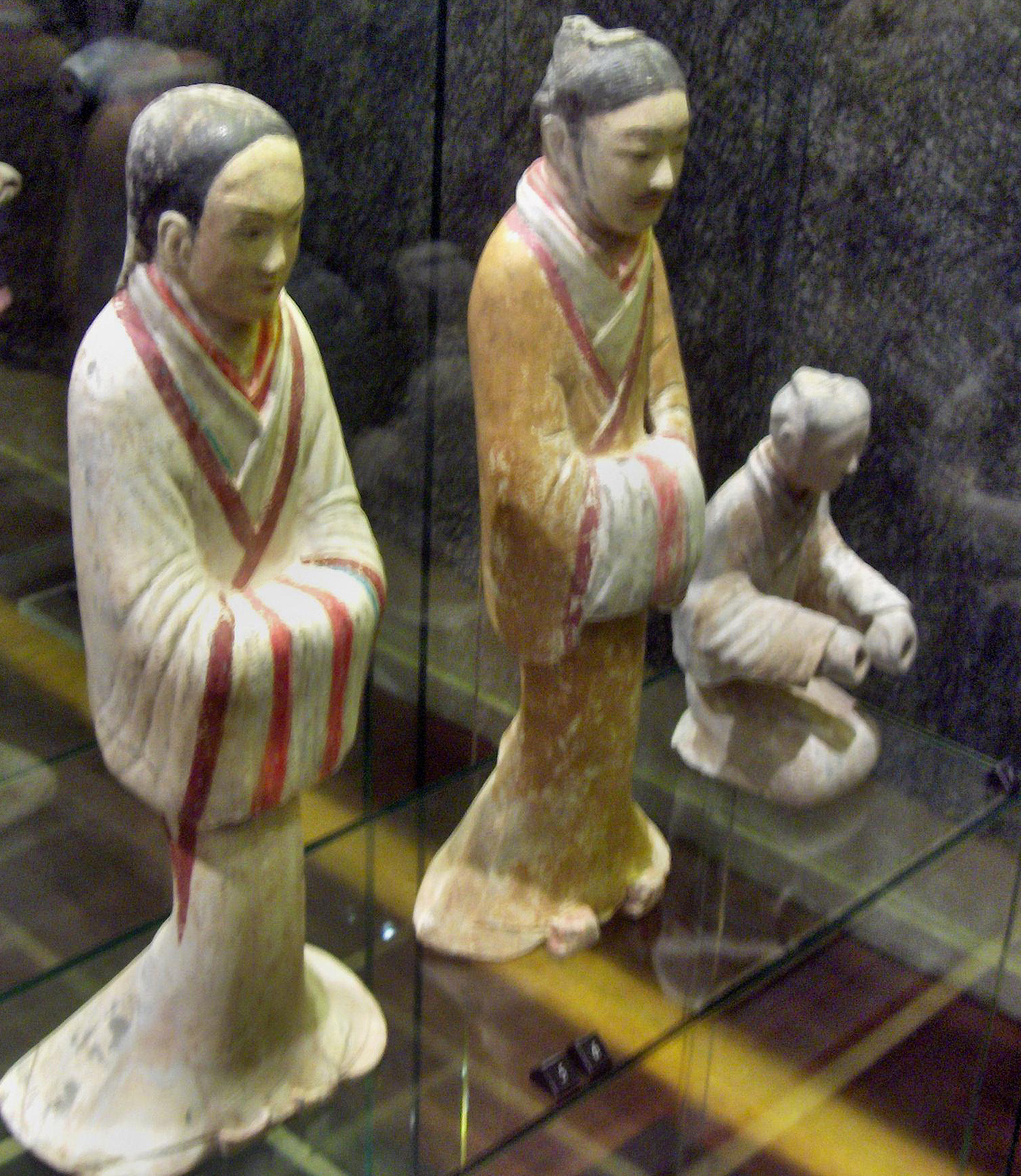
Figurillas de cerámica pintadas de una sirvienta y consejero masculino de la clase media o baja; figuras como estas a menudo se colocaban en las tumbas de los nobles para servirles en la otra vida.

En la cúspide de la sociedad Han estaba el emperador un miembro de la familia Liu y, por lo tanto, un descendiente del fundador, el emperador Liu Bang (reinado 202 -195 a. C.). Sus súbditos no podían dirigirse a él por su nombre; en su lugar, utilizaban referencias indirectas como «debajo de los escalones hacia el trono» (bixia 陛下) o «superior» (shang 上). Si un plebeyo, un ministro del gobierno o un noble entraban al palacio sin permiso oficial, el castigo era la ejecución. Aunque era el comandante de Justicia, uno de los Nueve Ministros del gobierno central, quien estaba a cargo de resolver las condenas en los casos judiciales, el emperador, tenía la capacidad de anular la decisión del comandante y también la exclusiva de redactar nuevas leyes o anular las anteriores. Un emperador podría perdonar a cualquiera y otorgar amnistías generales. Aunque a menudo obedecía el consenso de la mayoría de sus ministros en las conferencias de la corte (tingyi 廷議), su aprobación todavía era necesaria para cualquier decisión de política estatal e incluso a veces rechazaba la opinión de la mayoría.
El pariente más poderoso del emperador era la emperatriz viuda, viuda del emperador anterior y, por lo general, la madre natural del emperador. Si la abuela de un emperador, la gran emperatriz viuda o magnífica emperatriz viuda, seguía viva durante su reinado, disfrutaba de una posición superior respecto a la emperatriz viuda. Los emperadores a menudo buscaban la aprobación de la emperatriz viuda para sus decisiones. Si un emperador era todavía niño, actuaba simplemente como un mascarón de proa mientras que la emperatriz viuda dominaba la política cortesana. Ella poseía el derecho de emitir edictos y perdones, y si el emperador moría sin un heredero designado, tenía el derecho exclusivo de nombrar a un nuevo emperador. En la escala social por debajo de la emperatriz viuda estaban la emperatriz y las concubinas imperiales. Aunque era la esposa del emperador, la posición de la emperatriz en la corte no era segura y el emperador podía repudiarla y destituirla. Sin embargo, la emperatriz disfrutó de la sumisión de concubinas como sus subordinadas, que defendían la elevación de sus hijos sobre la emperatriz bajo su propio riesgo.

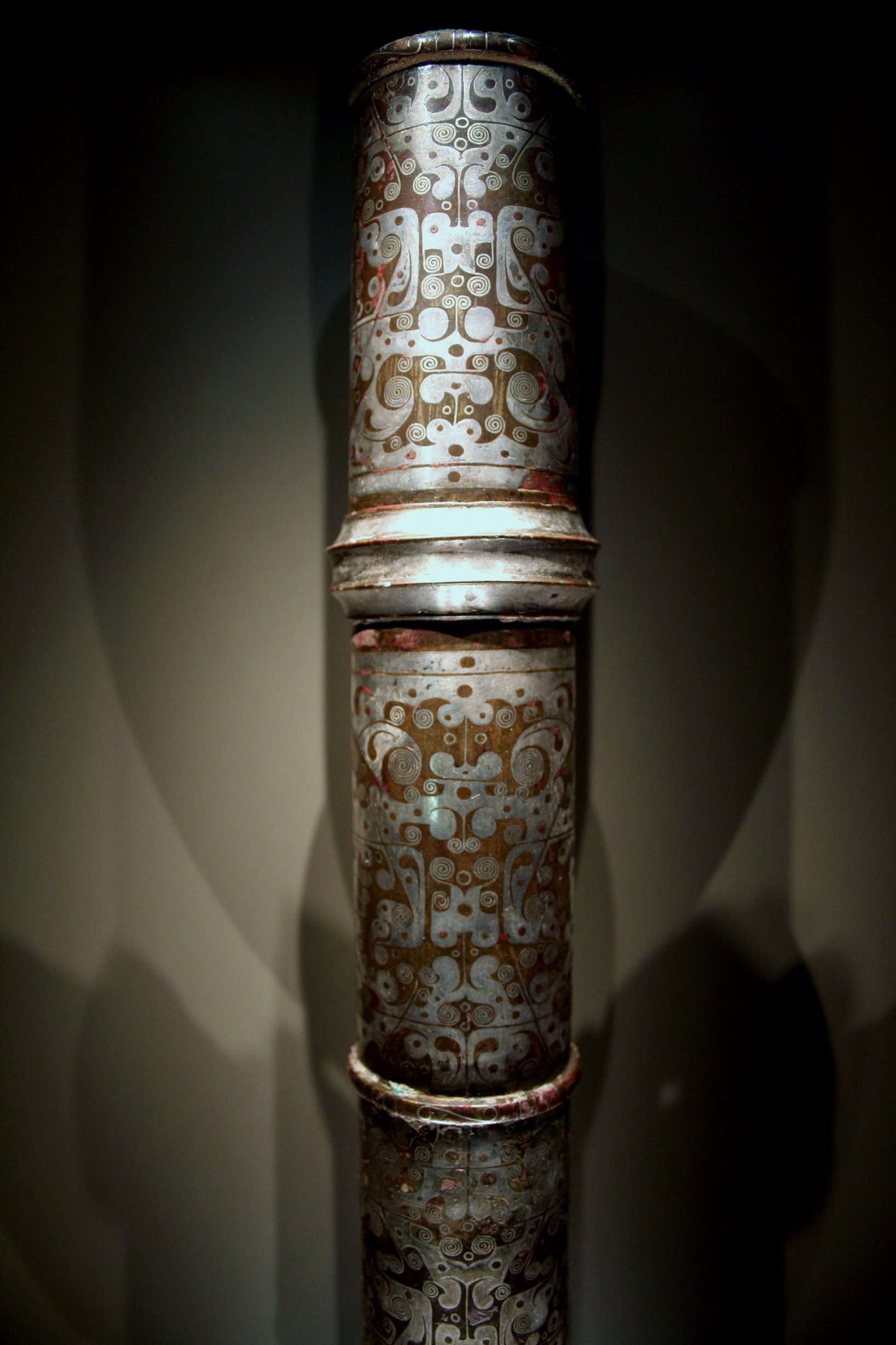
Una columna de bronce de la dinastía Han occidental, con incrustaciones de plata y utilizada para sostener un toldo para sombrilla; los aristócratas eran lo suficientemente ricos como para poseer artículos de lujo como este.

En los primeros Han occidentales, los parientes imperiales y algunos oficiales militares que habían servido al emperador Liu Bang, eran reyes que gobernaban grandes feudos semiautónomos. Una vez que los reyes no relacionados con la familia habían muerto, un edicto imperial prohibía a todos los miembros de la familia que no pertenecían a Liu, convertirse en reyes. Los hermanos del emperador, los primos paternos, los hijos del hermano y los hijos del emperador, excluyendo al heredero natural, todos fueron nombrados reyes. Las hermanas e hijas del emperador fueron hechas princesas con feudos. Aunque el gobierno central finalmente eliminó el poder político de los reyes y nombró a su personal administrativo, los reyes todavía tenían derecho a recaudar una porción de los impuestos en su territorio como ingreso personal y disfrutaban de un estatus social que estaba justo debajo del emperador. Cada rey tenía un hijo designado para ser el heredero natural, mientras que a sus otros hijos y hermanos se les daba el rango de marqués y gobernaban en los pequeños marquesados, donde una parte de los impuestos recaía en su bolsa privada. Aunque reyes y marqueses disfrutabab de muchos privilegios, la corte imperial era a veces agresiva con ellos para controlar su poder. Comenzando con el reinado del emperador Lui Bang, miles de familias nobles, incluidas las de las casas reales de estado Qi, estado Chu, estado Yan, estado Zhao, Han y Wei del período de los Reinos combatientes, fueron trasladadas por la fuerza a las proximidades de la capital, Chang'an. En la primera mitad de la dinastía Han occidental, el reasentamiento también podría imponerse a funcionarios poderosos y adinerados, así como a personas que poseían propiedades que estaban muy valoradas.
El cargo de regente —oficialmente conocido como General-en-Jefe 大 將軍— fue creado durante el reinado del emperador Wu de Han (reinado 141-87 a. C.) cuando nombró a tres oficiales para formar una regencia triunvirato sobre el gobierno central mientras el niño el emperador Zhao Di (87-74 a. C.) ocupó el trono. Los regentes solían ser parientes políticos del emperador a través de la familia de su emperatriz, pero también podían ser hombres humildes que dependían del favor del emperador para avanzar en su posición en la corte.
Los eunucos que mantenían el hougong del palacio también podían obtener un nivel similar de poder. A menudo provenían de la clase media y tenían vínculos con el comercio. En el Han Occidental, únicamente hay un puñado de ejemplos donde los eunucos llegaron al poder ya que la burocracia oficial era lo suficientemente fuerte como para suprimirlos. Después de que el eunuco Shi Xian (石 顯) se convirtiera en el Prefecto de los Maestros del Palacio de la Escritura (中 尚書), el emperador Yuan Di (48-33 a. C.) le cedió gran parte de su autoridad, por lo que se le permitió tomar decisiones de política vitales y fue respetado por los funcionarios.
Sin embargo, Shi Xian fue expulsado de su cargo una vez que el emperador Cheng Di (33-7 a. C.) asumió el trono. Ningún eunuco de palacio obtendría una autoridad comparable hasta después del 92, cuando los eunucos liderados por Zheng Zhong, muerto en el año 107, se pusieron del lado del emperador He de Han (reinado 88-105) en un golpe de Estado para derrocar al clan Dou 竇 de la emperatriz viuda. Los funcionarios se quejaron cuando los eunucos como Sun Cheng, año 132, fueron agraciados por el emperador Shun de Han con marquesados, después del año 135, los eunucos recibieron autoridad legal para transmitir a sus hijos los feudos adoptados. Aunque el emperador Ling de Han (reinado 168-189) renunció a una gran cantidad de autoridad a los eunucos Zhao Zhong y Zhang Rang, los eunucos fueron asesinados en el 189 cuando Yuan Shao en el año 202 sitió y asaltó los palacios de Luoyang.

### Alta burguesía, eruditos y funcionarios

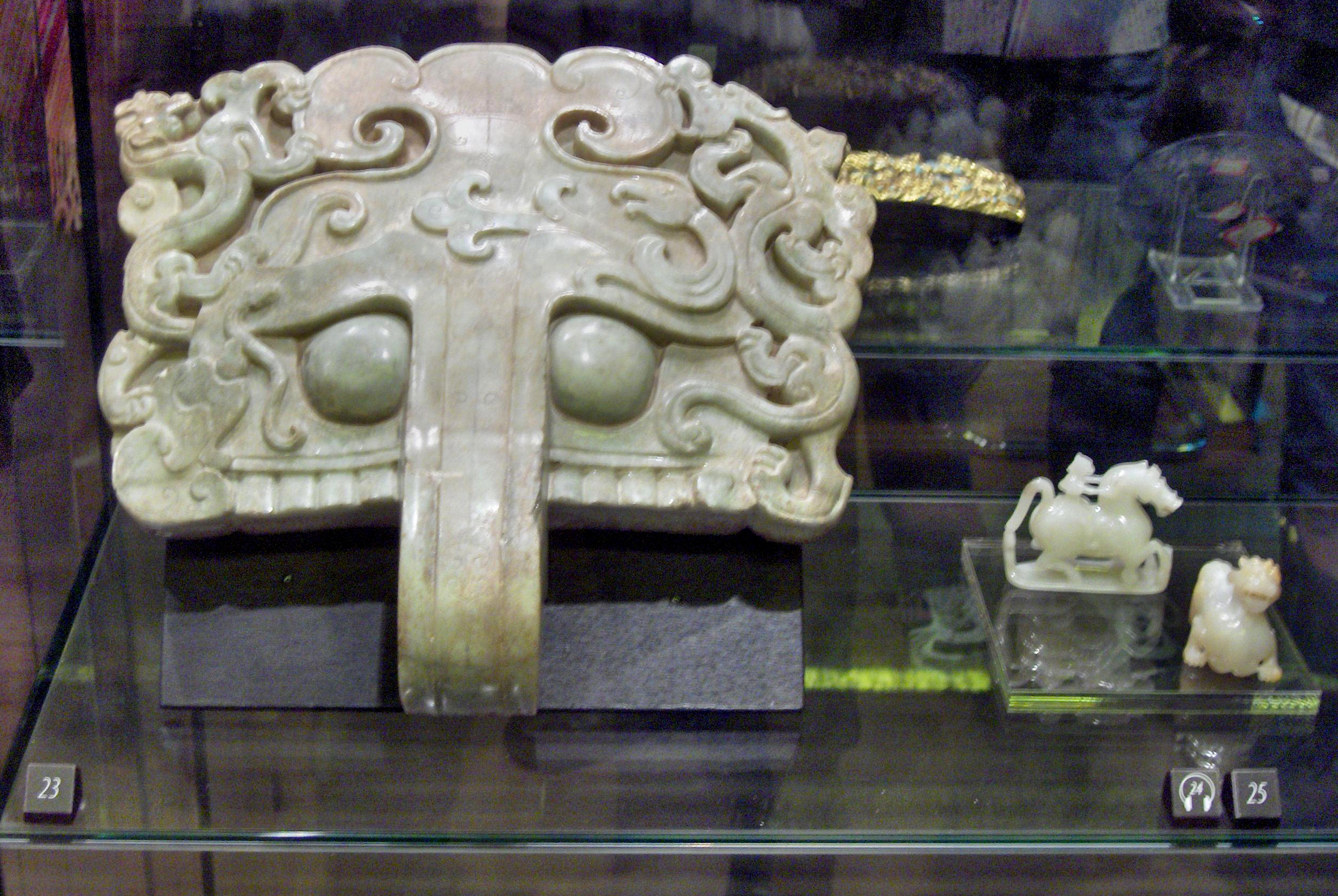
Una aldaba de puerta tallada en jade occidental con diseños de dragones chinos y otras dos figurillas de jade.

Los personajes que sirvieron en el gobierno tenían una posición privilegiada en la sociedad Han, que estaban a un nivel por debajo de los nobles —sin embargo, algunos altos funcionarios también fueron ennoblecidos y tenían feudos—. No podían ser arrestados por crímenes a menos que el emperador les concediera permiso. Sin embargo, cuando los oficiales eran arrestados, fueron encarcelados y encadenados como plebeyos. Sus castigos en la corte también tenían que obtener la aprobación del emperador. Los funcionarios no estaban exentos de la ejecución, pero, a menudo se les daba la oportunidad de suicidarse como una alternativa digna. Los puestos más importantes fueron las Tres Excelencias —excluyendo el Gran Tutor, una categoría que estaba ocupada irregularmente—. Los títulos individuales y las funciones de las Tres Excelencias cambiaron del periodo Han occidental al oriental. Sin embargo, sus salarios anuales se mantuvieron en 10,000 dan (石) de grano, en gran parte conmutados a pagos en efectivo con monedas y artículos de lujo como la seda. Debajo de ellos estaban los Nueve Ministros, cada uno de los cuales encabezaba una importante oficina gubernamental y ganaba 2000 bushels por año. Los empleados gubernamentales peor pagados cobraban un equivalente a 100 bushels anualmente. Se pensaba que los funcionarios adinerados estarían menos tentados por los sobornos. Por lo tanto, al comienzo de la dinastía, tener una riqueza imponible total tasada de cien mil monedas era un requisito previo para la celebración del cargo. Esto se redujo a cuarenta mil monedas en el año 142 a. C., desde el reinado del emperador Wu de Han esta política ya no se hizo cumplir.

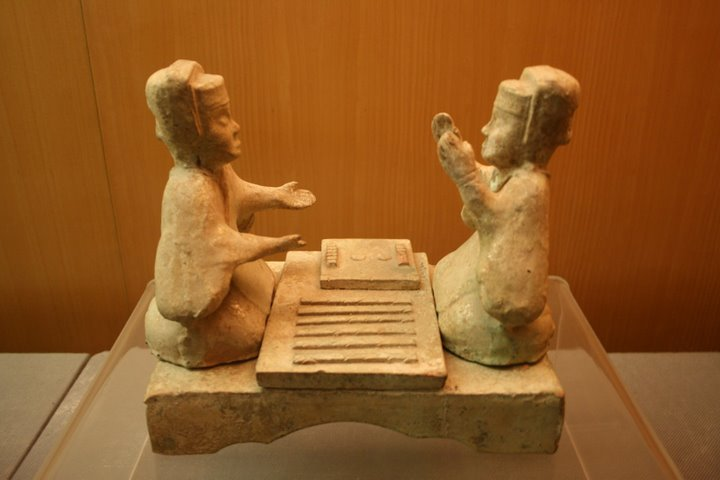
Figurillas de cerámica representando a personajes de la burguesía Han occidental, jugando y discutiendo sobre el liubo

Al comienzo del periodo Han occidental hubo un sistema de recomendación en el que los funcionarios locales presentaron propuestas a la capital, sobre cuáles de sus subordinados eran dignos candidatos para ocupar cargos; esto creó una relación patrón-cliente entre los superiores anteriores y los nominados exitosos para cargos más altos. Con el prestigio mejorado del clan, bajo la emperatriz consorte Dowager Dou en el año 97, una sucesión de regentes de su clan y otros amasaron una gran cantidad de clientes cuyas posibilidades de promoción dependían de la supervivencia política de la emperatriz viuda, que a menudo era de corta duración. Aparte de las relaciones patrón-cliente, se podía usar conexiones familiares para asegurar el empleo. Patricia Ebrey escribe que en el Han occidental, el acceso a las oficinas públicas y la promoción a través de la movilidad social estaban abiertos a un segmento más grande de cuando estaban en el gobierno los Han orientales. Un tercio de los doscientos cincuenta y dos funcionarios del gobierno del Han oriental que tenían biografías en el Libro de los últimos Han eran hijos o nietos de funcionarios, mientras que un quinta parte procedía de familias provinciales prominentes o tenía antepasados que habían servido como funcionarios. Durante cuarenta y seis de los ciento diez años entre el 86 y el 196, al menos un puesto de las Tres Excelencias fue ocupado por un miembro del clan Yuan o Yang.

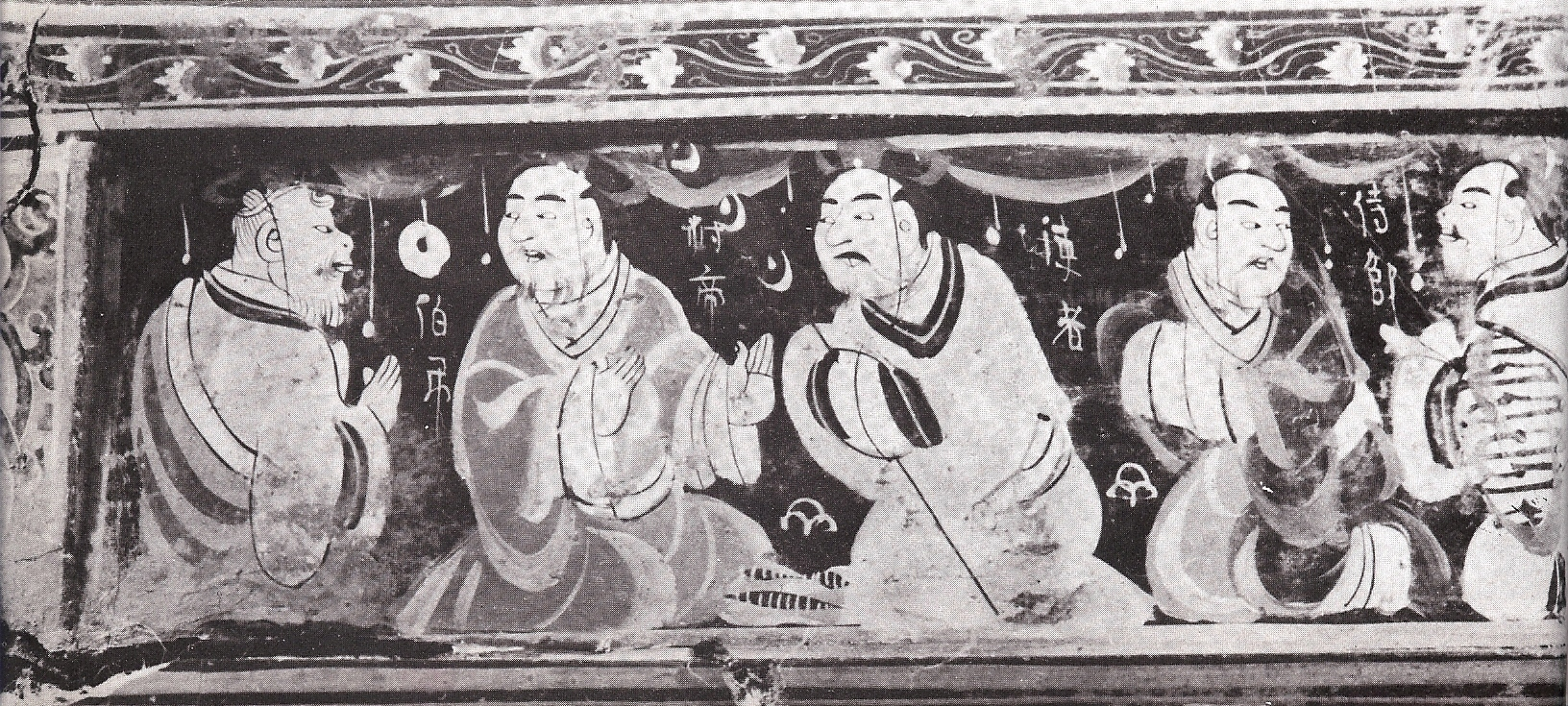
Los frisos de piedad filial pintados en una caja de cestería lacada que fue excavada en una tumba de Han del Este en lo que fue la comandancia china de Lelang —en Corea del Norte moderna—.

Muchos funcionarios del gobierno central también comenzaron sus carreras como oficiales subordinados para las administraciones de nivel de la Comandería. Hay algunos casos excepcionales —es decir, que involucren mérito militar durante las rebeliones del Han del Este tardío— cuando los oficiales subordinados de las administraciones de nivel del condado avanzaron al nivel del gobierno central. Incluso si se asegurara una oficina por estos medios, se esperaba que un funcionario fuera competente, por lo que una educación formal se convirtió en el sello distintivo de aquellos que aspiraban a ocupar cargos públicos. Además de la tutoría privada, la Universidad Imperial fue establecida en el 124 a. C., que por entonces acomodaba solamente a cincuenta alumnos, pero en el siglo II el cuerpo estudiantil había llegado a unos treinta mil. Estos estudiantes podrían ser nombrados por el emperador para varios puestos del gobierno de acuerdo con sus calificaciones de examen.
A pesar de la disminución de la movilidad social de los clanes menos prominentes, las élites locales se integraron mucho más en una estructura social de clase alta a nivel nacional durante el período del Han oriental, ampliando así la clasificación de quienes pertenecían a la clase alta. La clase de la alta de la burguesía emergente —que se consolidó por completo durante la dinastía Han del Este— consistió en eruditos desempleados, maestros, estudiantes y funcionarios del gobierno. Estos hombres, aunque geográficamente separados y en actividades locales, comenzaron a verse como participantes en asuntos nacionales más amplios de política y erudición. Reconocieron valores compartidos de piedad filial, deferencia y enfatizar el estudio en el Cinco clásicos sobre la celebración de un cargo público. Los emperadores Yuan y Cheng se vieron obligados a abandonar sus planes de reasentamiento para los funcionarios y sus familias, en torno al asentamiento de las tumbas reales en el año 40 a. C. y 15 a. C., respectivamente; a diferencia de los días del emperador Wu, el historiador Cho-Yun Hsu afirma que en este punto los funcionarios y los académicos tenían igual de influencia en las políticas tanto locales como nacionales que el traslado forzoso de ellos se hizo impensable.

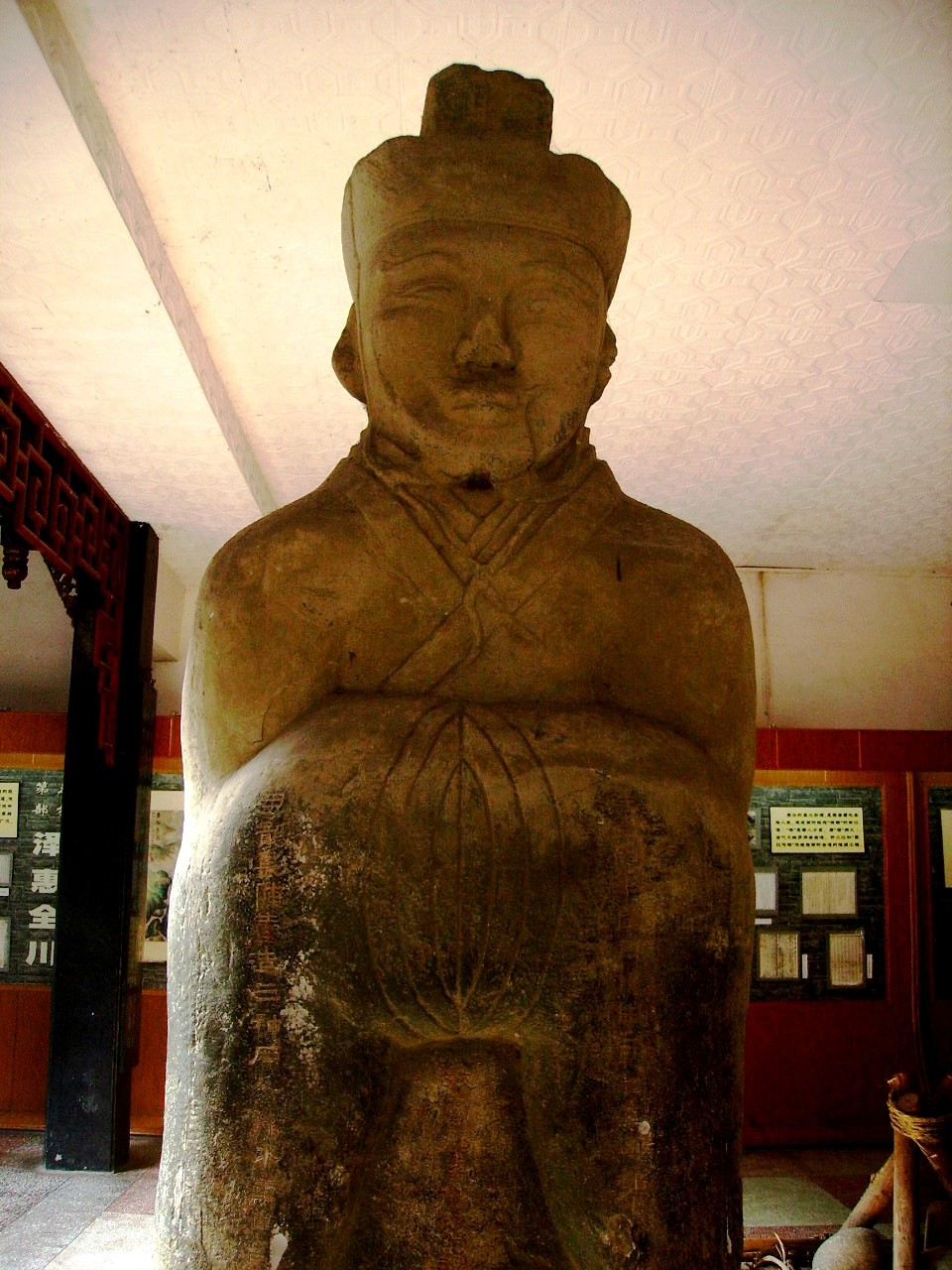
Una escultura de piedra de Han del Este que representa a Li Bing con gorra y túnica de oficial

En una muestra de solidaridad contra la injerencia de los eunucos en la política judicial con el golpe contra el regente Liang Ji el año 159, estalló una protesta estudiantil generalizada en la que estudiantes de la Universidad Imperial tomaron las calles y gritaron los nombres de los eunucos que se oponían. A instigación de los eunucos, el emperador Huan (146-168) inició las Prohibiciones partidistas en el año 166, una proscripción a gran escala contra Li Ying (李膺) y sus asociados en la Universidad Imperial y en el provincias de la oficina de la tenencia —calificadas como partidistas: 黨人—. Con el suicidio del regente Dou Wu después del año 168 en su enfrentamiento con los eunucos y poco después de que el emperador Ling de Han consiguiera el trono, los eunucos prohibieron que cientos más ocuparan cargos mientras vendían sus cargos al mejor postor.; Rechazados por lo que consideraban un gobierno corrupto, muchos personajes de la alta burguesía consideraron una vida moral y académica superior a la consecución de un cargo y, por lo tanto, rechazaron las nominaciones para servir en la corte. Hasta que fueron derogados en el 184 —para obtener apoyo de la nobleza contra la Rebelión de los Turbantes Amarillos—, las prohibiciones partidarias crearon una gran parte independiente, descontenta de la pequeña nobleza que no simplemente regresaron a una vida solitaria en sus lugares de origen, sino que mantuvieron contactos con otros nobles en toda China y participaron activamente en el movimiento de protesta. Reconociendo que la clase noble fue capaz de reclutar y documentarse, el canciller Cao Cao (155-220) estableció el sistema de nueve rangos donde una distinguida figura de la alta burguesía en cada condado y comandancia asignaría a los caballeros locales un rango que el gobierno usaría para evaluar a los nominados para el cargo.

### Granjeros y terratenientes
Muchos eruditos que necesitaban fondos adicionales para la educación o competían por cargos políticos encontraron que la agricultura era una profesión decente que, aunque humilde, no era despreciada por sus compañeros de la élite. Los nobles ricos, los funcionarios y los comerciantes podían poseer tierras, pero a menudo no las cultivaban ellos mismos y simplemente actuaban como propietarios ausentes mientras vivían en la ciudad. En su mayoría dependían de los arrendatarios pobres (佃農) que les pagaban aproximadamente el cincuenta por ciento de sus productos a cambio del cultivo de las tierras, herramientas, animales de tiro y una casa pequeña. Trabajadores asalariados (雇農) y esclavos también fueron empleados en las fincas de los ricos, aunque no eran tan numerosos como los arrendatarios. El pequeño propietario independiente cultivador representó a la mayoría de los campesinos agricultores, pero su lucha económica para mantenerse independiente durante tiempos de guerra, los desastres naturales y las crisis llevaron a muchos a la deuda, el bandolerismo y la esclavitud, de los arrendatarios sin tierra a finales del periodo de Han occidental. La condición social de los propietarios-cultivadores pobres e independientes estaba por encima de los arrendatarios y trabajadores asalariados, pero por debajo de la de los terratenientes ricos. Mientras que los terratenientes empleaban arrendatarios y asalariados, los propietarios de tierras que manejaban propiedades pequeñas y medianas a menudo actuaban como administradores de sus hijos que cultivaban los campos e hijas que tejían ropa y se dedicaban a la sericultura para producir seda para el hogar o vender en el mercado.
Durante la dinastía de Han occidental, campesinos agrícolas constituyeron la mayoría de los que fueron reclutados por el gobierno para llevar a cabo prestación personal laboral o de sus funciones militares. Para el servicio laboral (更卒), los hombres de entre quince y cincuenta y seis años fueron reclutados durante un mes del año para trabajar en proyectos de construcción y realizar otras tareas en sus comandancias y condados. Para la obligación militar (正卒), todos los hombres de veintitrés años debían entrenar durante un año en una de las tres ramas del ejército: infantería, caballería o armada. Hasta que cumplieran los cincuenta y seis años, podían hacer un año de servicio activo como tropas enviadas para proteger las fronteras de los nómadas hostiles o para actuar como guardias en la capital. Cambios significativos se hicieron a este sistema durante Han oriental; los campesinos podían pagar un impuesto si querían evitar la obligación laboral de un mes, ya que la mano de obra contratada se hizo más popular en la construcción y otros proyectos. La obligación del servicio militar incluso podía evitarse si un campesino pagaba el impuesto, ya que el ejército de Han oriental se convirtió en gran parte en una fuerza voluntaria. Otros plebeyos, como los mercaderes, también pudieron unirse al ejército.

### Artesanos y maestros artesanos

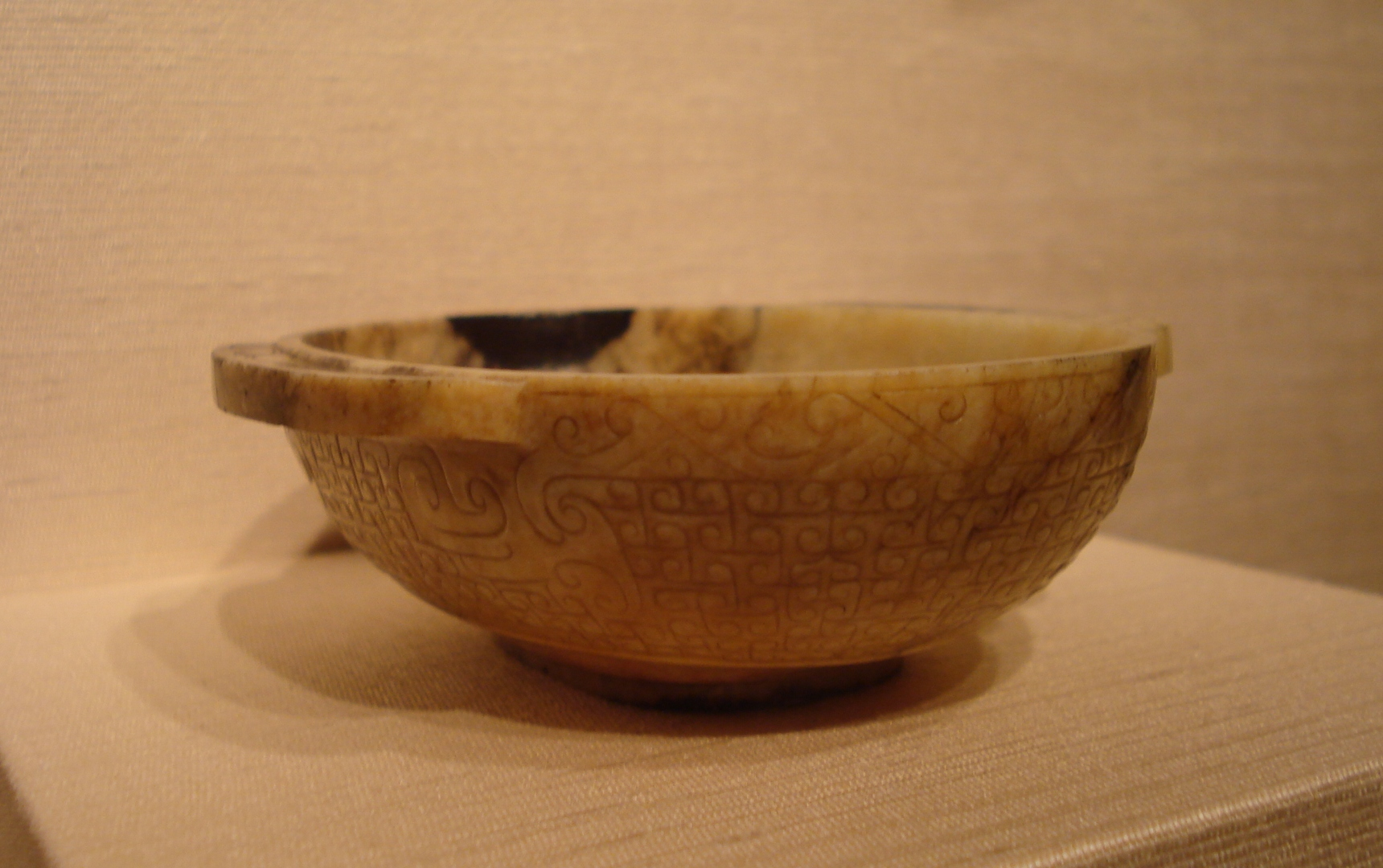
Una copa de vino tallada en jade del periodo Han occidental; el tallado de jade era una de las muchas profesiones en las que los artesanos participaban.

Los artesanos y maestros artesanos durante la dinastía Han tenían un estatus socioeconómico entre el de los granjeros y el de los mercaderes. Sin embargo, algunos fueron capaces de obtener un ingreso valioso, como un artesano que produjo cuchillos y espadas y fue capaz de comer «alimentos aptos para nobles y funcionarios». Los artesanos también disfrutaron de un estatus legal que era superior a los comerciantes. A diferencia de los comerciantes humildes, la ley permitía a los artesanos usar sedas lujosas, montar a caballo y pasear en carruajes. Tampoco había leyes que prohibieran a los artesanos convertirse en funcionarios. Un pintor artesano que trabajó en la Academia Imperial rechazó muchas ofertas para ser nominado a un cargo público. Por el contrario, un burócrata que nombraba a un comerciante como funcionario podía ser acusado, mientras que algunos incluso evitaban las nominaciones alegando que eran comerciantes.
A pesar de sus privilegios legales sobre el de los comerciantes, el trabajo de los artesanos fue considerado por los estudiosos entre ellos Confucio como de importancia secundaria para los agricultores. Esto es quizás en gran parte porque los académicos y funcionarios no podían sobrevivir sin el producto del agricultor y los impuestos pagados en grano. El gobierno se basó en los impuestos que gravaban los cereales para financiar sus campañas militares y almacenó el excedente para mitigar la hambruna generalizada en tiempos de mala cosecha. A pesar de la prominencia dada a los granjeros, los eruditos confucianos aceptaron que los artesanos desempeñaron un papel económico vital. Este punto de vista fue rechazado por una pequeña minoría de legalistas, que abogaban por una sociedad de soldados y agricultores, y ciertos daoístas que querían que todos vivieran en aldeas autosuficientes y sin intereses comerciales.
Los artesanos podrían ser empleados privados o podrían trabajar para el gobierno. Mientras que los talleres del gobierno emplearon a convictos, a condenados a trabajo forzado y esclavos estatales para realizar tareas menores, el maestro artesano recibió un ingreso significativo por su trabajo en la producción de artículos de lujo como espejos de bronce y laca.

### Comerciantes e industriales
Con la excepción del librero y el boticario, la clase acomodada no se involucró en profesiones comerciales, ya que los académicos y los funcionarios del gobierno consideraban que la clase mercantil era humilde y despreciable. Simpatizando con la difícil situación de los campesinos que habían perdido sus tierras, un edicto judicial del año 94 estipulaba que los campesinos que habían sido reducidos a vender mercancías como ambulantes, no debían ser gravados como comerciantes registrados, ya que estos últimos eran fuertemente gravados por el estado. Los comerciantes registrados, la mayoría pequeños tenderos urbanos, estaban obligados a pagar impuestos comerciales además del impuesto de capitación.
Los comerciantes registrados estaban obligados por ley a vestir ropas de color blanco, una indicación de su bajo estatus, y podían ser reclutados para las fuerzas armadas y obligados a re-asentarse en tierras del sur profundo donde se sabía que la malaria era predominante. Por el contrario, los comerciantes ambulantes eran a menudo más ricos debido a su comercio entre una red de pueblos y ciudades y su capacidad para evitar registrarse como comerciantes. A partir del reinado del emperador Gaozu, a los comerciantes registrados se les prohibió vestir ropa de seda, montar a caballo u ocupar cargos públicos. Esto está en marcado contraste con los comerciantes itinerantes no registrados, llevaban sedas finas, montaban en carruajes tirados por caballos gordos, y cuya riqueza les permitía asociarse con funcionarios del gobierno.

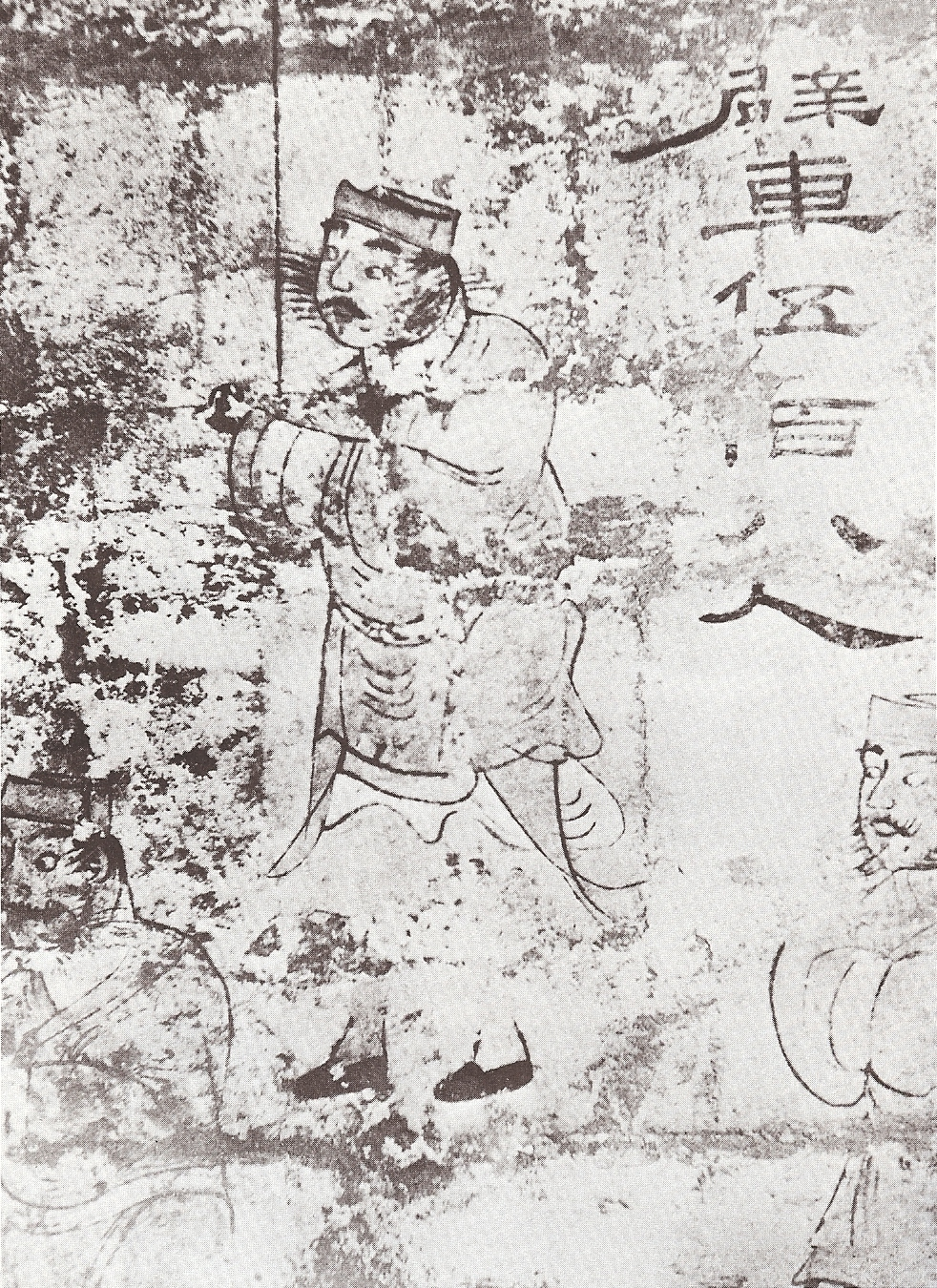
Un mural pintado de sirvientes y otros subordinados con túnicas de seda, de una tumba de la dinastía Han en la provincia de Hebei.

Los comerciantes participan en una multitud de comercios e industrias privadas. Un único comerciante solía combinar varios negocios para obtener mayores ganancias, como la cría de animales, la agricultura, la manufactura, el comercio y el préstamo de dinero. Algunas de las mercancías más rentables vendidas durante los Han fueron la sal y el hierro, y a que un distribuidor rico en estos productos le podía poseer propiedades por valor de hasta diez millones de efectivo. A principios del período Han occidental, los poderosos mercaderes podían reunir una fuerza de trabajo de más de mil campesinos para trabajar en las minas de sal y marismas para evaporar salmuera para producir sal, o en fábricas donde operaban fuelles e implementos de hierro fundido Para frenar la influencia de tales industriales de los ricos, el Emperador Wu nacionalizó estas industrias en el 117 a. C. y por primera vez seleccionó a antiguos comerciantes con conocimientos técnicos como Sang Hongyang (fallecido el año 80 a. C.) para encabezar estos monopolios gubernamentales. Sin embargo, en el período Han orental, el gobierno central abolió los monopolios estatales sobre la sal y el hierro; incluso antes de esto, el estado debió detener el empleo de antiguos comerciantes de estas industrias, ya que un edicto reafirmó la prohibición de que los comerciantes ingresasen en la burocracia. A pesar de esto, el usurpador Wang Mang empleó a algunos comerciantes como funcionarios de bajo rango con un salario de 600 bushels. Otra industria rentable fue la elaboración de vino y licor, que el estado monopolizó brevemente desde el 98 hasta el 81 a. C., aunque renunció a su producción, para los comerciantes privados una vez más, con los impuestos al alcohol reinstalados. El oficial Cui Shi en el año 170, inició un negocio cervecero para ayudar a pagar el costoso funeral de su padre, un acto que fue duramente criticado por sus compañeros de la élite que consideraban que esta ocupación secundaria era una vergüenza para cualquier erudito. [85] La minería de cinabrio también fue una industria muy lucrativa.

### Vasallos y sirvientes

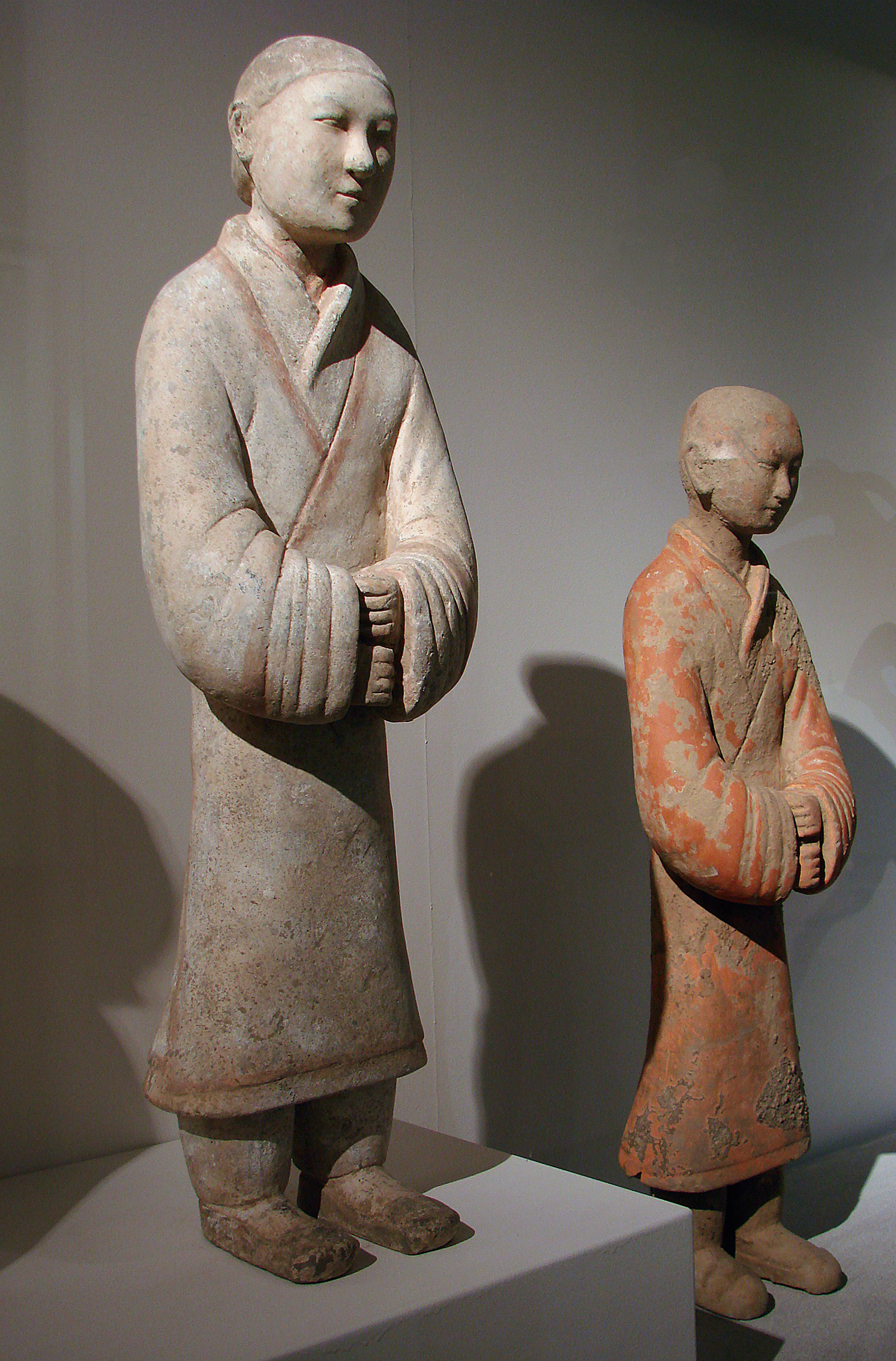
Figuras de cerámica pintadas con policromía del periodo Han occidental de sirvientes, de Shaanxi, siglo II a. C.

Los plebeyos conocidos como sirvientes y vasallos, que vivían en la propiedad de un anfitrión a cambio de servicios habían existido desde el período de los Estados Combatientes. Los sirvientes a menudo originalmente pertenecían a otros grupos sociales, y algunas veces eran fugitivos que buscaban refugio de las autoridades. Los anfitriones eran a menudo ricos nobles y funcionarios, sin embargo, a veces eran plebeyos ricos. En una relación típica, un anfitrión proporcionaba alojamiento, comida, ropa y transporte para sus vasallos a cambio de trabajo o servicios ocasionales no rutinarios, como un rol de asesor, un puesto de guardaespaldas, trabajo físico doméstico en la casa y a veces, misiones más peligrosas como cometer asesinatos, luchar contra bandidos errantes o cabalgar en la batalla para defender al anfitrión. Otros podían trabajar como espías, académicos o astrólogos.
Un anfitrión trataba a sus criados muy bien y los colmaba de regalos de lujo si quería jactarse de su riqueza y estatus. Un vasallo incluso recibió una vaina de espada decorada con jade y perlas, mientras que a otros se les dieron artículos como zapatos decorados con perlas. Sin embargo, no todos compartían el mismo estado, ya que los que recibían obsequios a menudo proporcionaban trabajo altamente calificado o mayores servicios; los criados que no fueron tan hábiles recibieron regalos menores y ocuparon puestos menos honorables con el anfitrión. Independientemente de su estatus, cualquier vasallo podía ir y venir de la residencia de su anfitrión como quisiera, a diferencia de un esclavo que era propiedad de su amo y estaba permanentemente vinculado a la propiedad. No había una política oficial del gobierno sobre cómo tratar con los criados, pero cuando violaban las leyes eran arrestados, y cuando su amo violaba la ley, a veces los criados fueron detenidos junto a él.
Los vasallos formaron una gran porción de las fuerzas de combate acumuladas por el futuro emperador Liu Xiu durante la guerra civil contra el fallido régimen de Wang Mang. El papel militar de los criados se hizo mucho más pronunciado a fines del siglo II durante la agitación política que finalmente dividiría el imperio en tres estados rivales. Para entonces, los anfitriones comenzaron a tratar a los criados como sus tropas personales, lo que socavaba las libertades de movilidad e independencia que los criados anteriores habían disfrutado. Mientras que los vasallos individuales se habían unido antes a un anfitrión por su propia decisión personal, a fines del siglo II las vidas de las familias enteras de los sirvientes se volvieron fuertemente controladas por el anfitrión.

### Esclavos

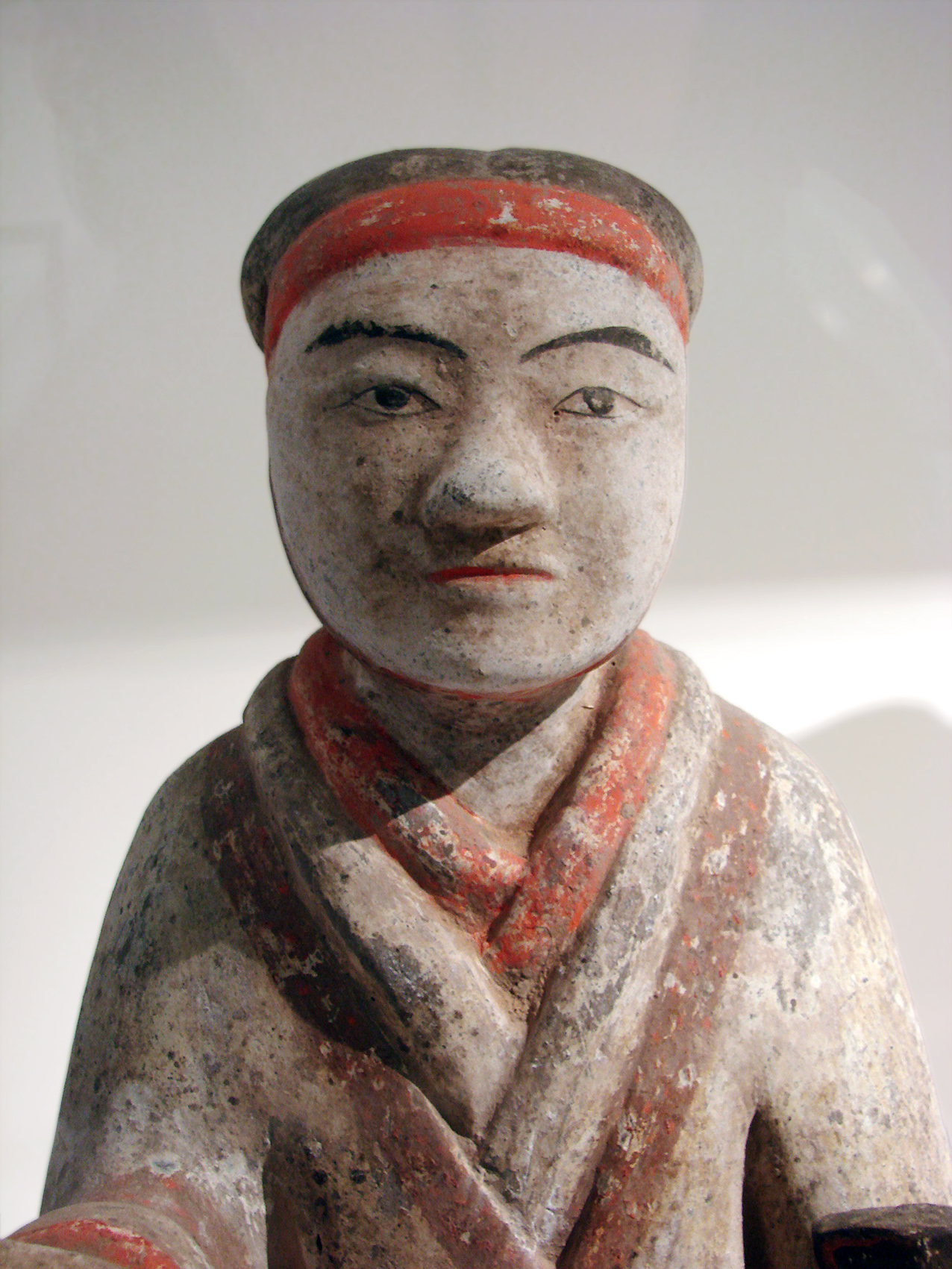
Figura de cerámica de un soldado, fechada en el siglo II a. C.; se esperaba que los esclavos defendieran a sus amos y, a veces, cabalgaban a la batalla junto a ellos en tiempos de guerra.

Los esclavos comprendían aproximadamente el 1% de la población, una proporción mucho menor que en el mundo greco-romano contemporáneo que dependía del trabajo de una gran población esclava. Los esclavos se clasificaron en dos categorías: los que eran de propiedad privada y los que eran propiedad del estado. Los esclavos de propiedad privada a menudo eran antiguos campesinos que se habían endeudado y se vendieron como esclavos, mientras que otros fueron esclavos del gobierno anterior otorgados a nobles y altos funcionarios como recompensa por sus servicios. Los esclavos de propiedad estatal a veces eran prisioneros de guerra —aunque no todos fueron esclavos—. Sin embargo, la mayoría de los esclavos eran regalos tributarios de estados extranjeros, familias de delincuentes que cometían traición contra el estado y antiguos esclavos privados que fueron donados a las autoridades —ya que esto eximiría al antiguo propietario de esclavos de las obligaciones laborales— o confiscados por los tribunales del estado si su amo hubiese violado una ley. Tanto en el oeste como en el este de Han, los criminales arrestados se convirtieron en convictos y fue durante el reinado de Wang Mang cuando se falsificaron convirtiéndolos en esclavos.
Los esclavos de propiedad estatal trabajaban en palacios, oficinas, talleres, establos y, a veces, en campos agrícolas de propiedad estatal, mientras que los esclavos de propiedad privada trabajaban en servicios domésticos y, a veces, en la agricultura. Sin embargo, la gran mayoría de los agricultores no independientes que trabajaban para terratenientes ricos no eran jornaleros o esclavos contratados, sino que eran campesinos sin tierra que pagaban renta como inquilinos. Pudo haber sido más factible económicamente mantener inquilinos en lugar de esclavos, ya que los amos esclavistas estaban obligados a pagar un impuesto anual de 240 monedas por cada esclavo que poseían —la misma tasa que los comerciantes debían pagar por su impuesto—. Los esclavos del gobierno no fueron asignados a trabajar en las industrias monopolizadas por el gobierno del hierro y sal —que duró desde el reinado del emperador Wu hasta el comienzo de Han oriental—. Los esclavos de propiedad privada solían ser asignados a tareas de cocina, mientras que otros cumplían funciones de guardaespaldas armados, escoltas montados, acróbatas, malabaristas, bailarines, cantantes y músicos.
Los hijos de los esclavos, tanto del gobierno como privados, nacían también como esclavos. Los del gobierno podían obtener la libertad del emperador si se les consideraba demasiado ancianos, si el emperador los compadecía, o si realizaban un acto meritorio digno de una manumisión. En un caso excepcional, el antiguo esclavo Jin Midi (fallecido en el 86 a. C.) se convirtió en uno de los regentes del gobierno. Los esclavos privados podían comprar su libertad a su amo, mientras que algunos propietarios decidieron liberar a sus esclavos. Aunque eran golpeados si no obedecían a sus amos, era ilegal matar a un esclavo; los reyes fueron despojados de sus reinos después de que se descubriera que habían asesinado esclavos, mientras que Wang Mang incluso obligó a uno de sus hijos a suicidarse por el asesinato de un esclavo. Un edicto del año 35, derogó la pena de muerte para cualquier esclavo que matara a un plebeyo.
No todos los esclavos tenían el mismo estatus social. Algunos esclavos de familias ricas vivían mejor que los plebeyos, ya que se les permitía usar ropa lujosa y consumir alimentos y vinos de calidad. Los de altos funcionarios incluso podían ser temidos y respetados. Los esclavos del regente Huo Guang (fallecido en el 68 a. C.) a veces iban armados al mercado y luchaban contra los plebeyos, obligaban al secretario imperial a doblegarse y disculparse —después de una pelea con sus esclavos por el derecho de paso en la calle—, y se proporcionaban servicios por parte de algunos funcionarios que buscaban un ascenso a través de la influencia de Huo Guang.

### Otras ocupaciones

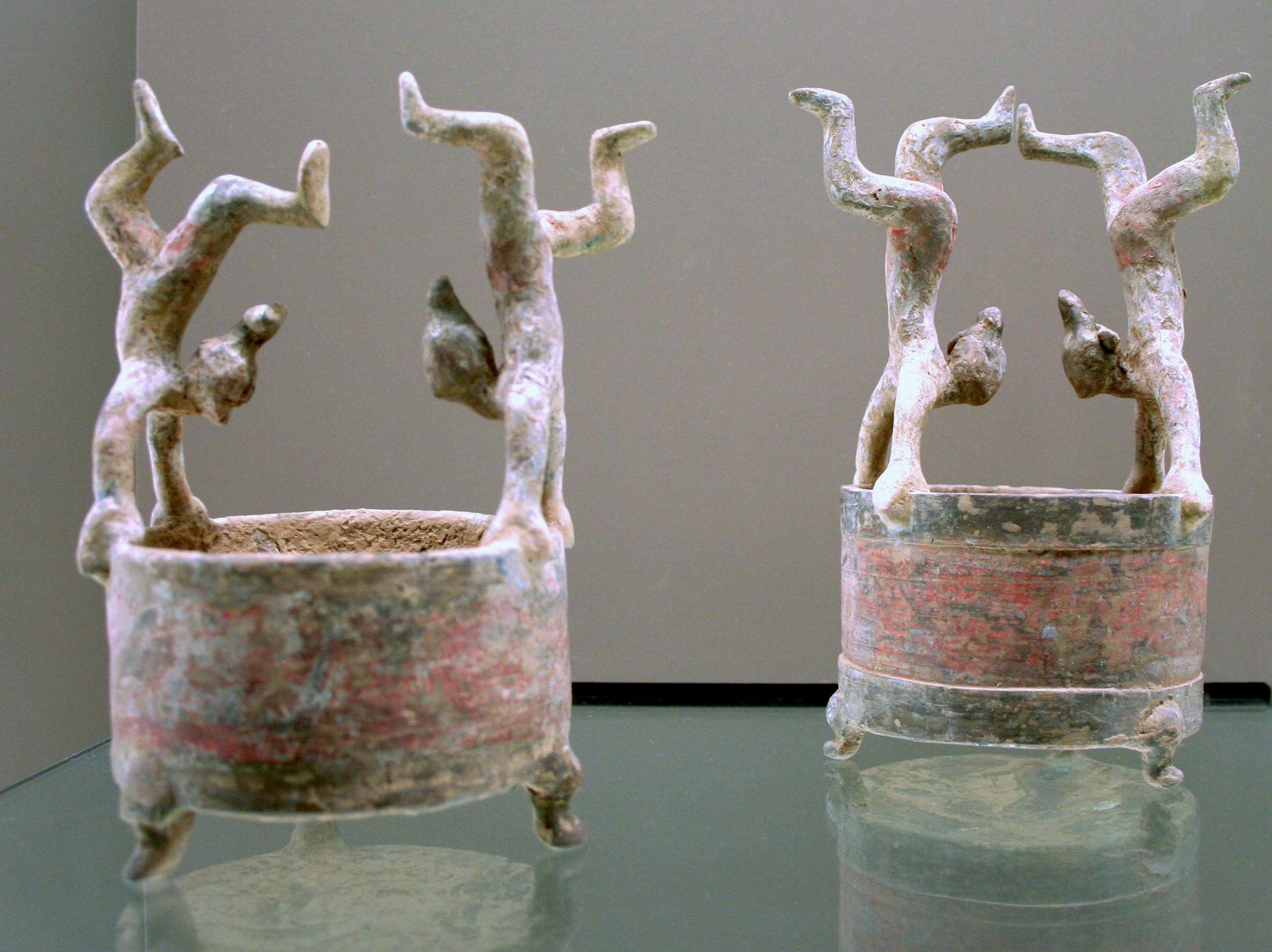
Vasos de cerámica de la época Han occidental, que muestran acróbatas en equilibrio sobre sus manos.

Además de los funcionarios, maestros, comerciantes, agricultores, artesanos y criados, había muchas otras ocupaciones. El criador de cerdos no era visto como una profesión humilde si simplemente lo utilizaba un erudito pobre para pagar una educación formal. Por ejemplo, el primer canciller de Han que careció de un trasfondo militar o un título como marqués fue criador de cerdos del reinado del emperador Wu. Los físicos que practicaban medicina y estudiaban clásicos médicos además de obtener un ingreso decente, podían conseguir una educación y convertirse en funcionarios. El médico Hua Tuo fue nominado para un cargo, mientras que otro se convirtió en Prefecto de los Caballeros del Palacio (郎中 令). Los que practicaban artes ocultas de alquimia y médium a menudo eran empleados del gobierno para llevar a cabo sacrificios religiosos, mientras que en raras ocasiones, como con Luan Da (muerto en el 112 a. C.), un ocultista pudo casarse con una princesa. Si bien era socialmente aceptable para los eruditos de la alta burguesía participar en las artes ocultas de la adivinación y la astrología china, los adivinos tenían un estatus inferior y ganaban un ingreso modesto. Otras profesiones ocultistas humildes incluyen brujería y fisonomía y al igual que los mercaderes a los que practicaban brujería se les prohibía ejercer cargos públicos. Ser carnicero fue otra ocupación humilde, sin embargo, hay un caso en el que un carnicero se convirtió en funcionario durante el reinado del emperador Gaozu, mientras que la emperatriz He y su hermano, el regente He Jin procedían de una familia de carniceros. También se consideró que los corredores y los mensajeros que trabajaban para el gobierno tenían un estatus humilde, pero algunos más tarde se convirtieron en funcionarios del gobierno.

### Veinte rangos

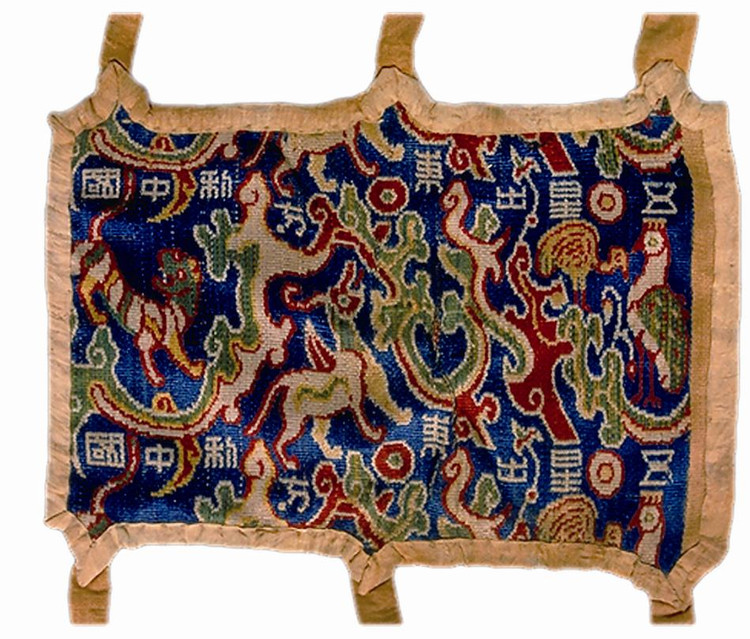
Protector de brazo «Cinco estrellas se levantan en el este», brazalete de brocado de la dinastía Han oriental o principios de la dinastía Jin.

El tribunal de Han confirmó un sistema de clasificación socioeconómica para plebeyos y nobles, que se basó en el sistema de veinte escalas instalado por el estadista Shang Yang —fallecido en el año 338 a. C.— del estado Qin. Todos los varones mayores de 15 años —excluidos los esclavos— podían ser promovidos a un rango hasta el nivel ocho.

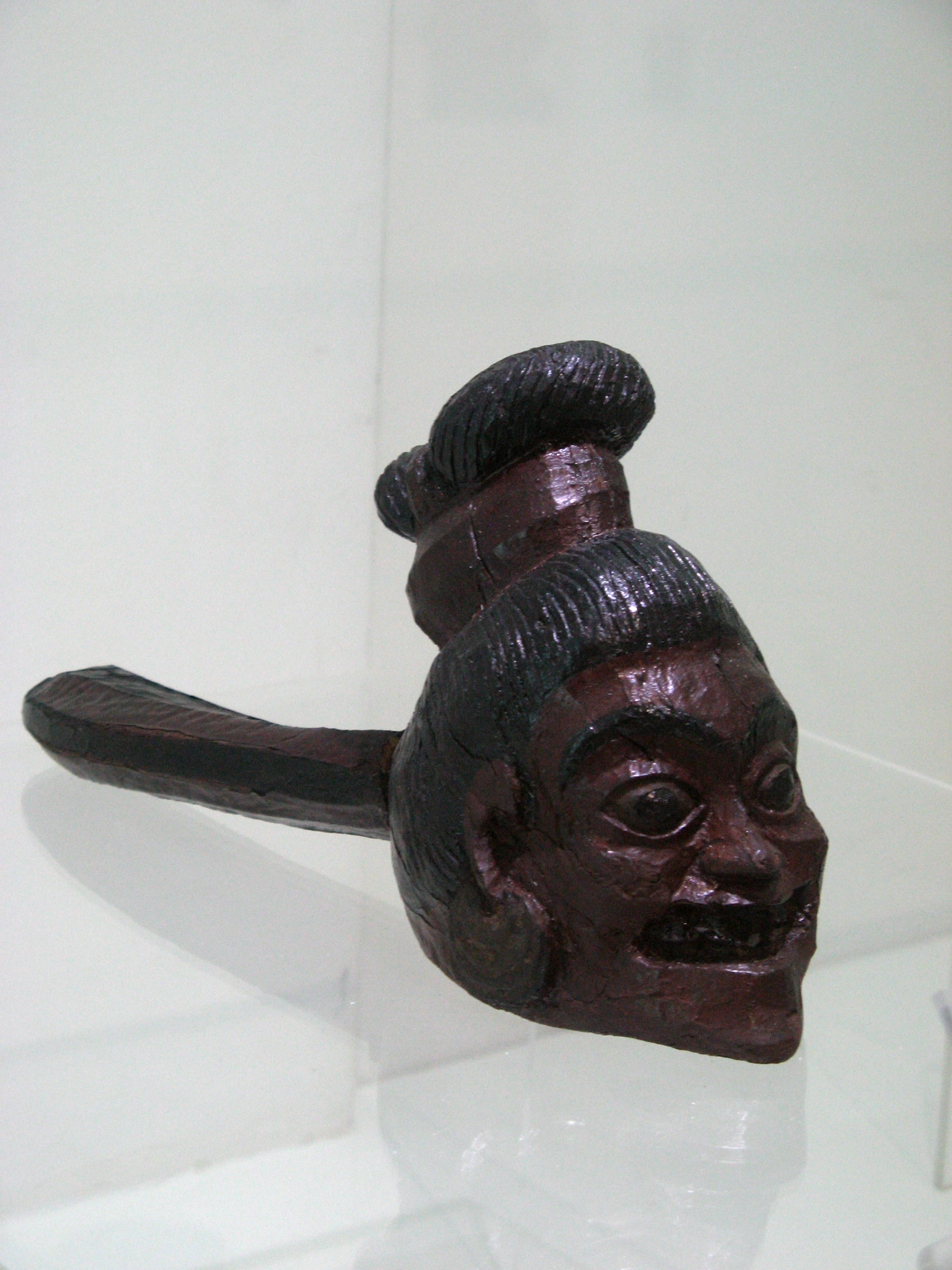
Lacado en Forma de cabeza de hombre lacada, periodo Han occidental, Museo provincial de Yunnan, Kunming

Cuando un plebeyo era promovido en rango, se le concedía un lugar más honorable en los de asientos de los banquetes de la aldea, se le daba una mayor parte del juego ganado en la mesa, era castigado con menos severidad por ciertos crímenes, y podía quedar exento de las obligaciones del servicio laboral al estado. Este sistema favoreció a los ancianos, ya que una vida más larga significaba más oportunidades para ser promovido. Además de un aumento en el salario, a los hombres recién promocionados se les concedía vino y carne de buey para un banquete de celebración. Los rangos 19 y 20 fueron ambos rangos de marqués, aunque únicamente debería ser a quien consiguiera el rango 20 que se le permitiría obtener un feudo de marquesado.
Las promociones de rango fueron decididas por el emperador y podían ocurrir en ocasiones especiales, como la nominación de un nuevo emperador, la inauguración de un nuevo título de reinado, la boda de una nueva emperatriz o la selección de un heredero real. El gobierno central a veces vendió rangos para recaudar más ingresos para el estado. El funcionario Chao Cuo escribió una vez que cualquiera que presentara una cantidad sustancial de grano agrícola al gobierno también sería promovido en rango.
| Sistema de veinte rangos(二十公乘)    | Sistema de veinte rangos(二十公乘)                     | Sistema de veinte rangos(二十公乘)                               |
| Nivel de clasificación y nombre chino | Traducción en inglés                                   | Salario anual medido en bushels o shi bushels o shi (石) de mijo |
| ------------------------------------- | ------------------------------------------------------ | ---------------------------------------------------------------- |
| 1. 公士 Gongshi                       | Gentleman                                              | 50                                                               |
| 2. 上造 Shangzao                      | Distinguished Accomplishment                           | 100                                                              |
| 3. 簪袅 Zanniao                       | Ornamented Horses                                      | 150                                                              |
| 4. 不更 Bugeng                        | No Conscript Service                                   | 200                                                              |
| 5. 大夫 Dafu                          | Grandee                                                | 250                                                              |
| 6. 官大夫 Guan Dafu                   | Government Grandee                                     | 300                                                              |
| 7. 公大夫 Gong Dafu                   | Gentleman Grandee                                      | 350                                                              |
| 8. 公乘 Gongcheng                     | Gentleman Chariot                                      | 400                                                              |
| 9. 五大夫 Wu Dafu                     | Grandee                                                | 450                                                              |
| 10. 左庶长 Zuo Shuzhang               | Chief of the Multitude on the Left                     | 500                                                              |
| 11. 右庶长 You Shuzhang               | Chief of the Multitude on the Right                    | 550                                                              |
| 12. 左更 Zuo Geng                     | Chieftain of Conscripts on the Left                    | 600                                                              |
| 13. 中更 Zhong Geng                   | Chieftain of Conscripts in the Center                  | 650                                                              |
| 14. 右更 You Geng                     | Chieftain of Conscripts on the Right                   | 700                                                              |
| 15. 少上造 Shao Shangzao              | Second-Order Distinguished Accomplishment              | 750                                                              |
| 16. 大上造 Da Shangzao                | Most Distinguished Accomplishment                      | 800                                                              |
| 17. 驷车庶长 Siju Shuzhang            | Chieftain of the Multitude Riding a Four-Horse Chariot | 850                                                              |
| 18. 大庶长 Da Shuzhang                | Grand Chieftain of the Multitude                       | 900                                                              |
| 19. 关内侯 Guannei Hou                | Marquis of the Imperial Domain                         | 950                                                              |
| 20. 彻侯 Che Hou                      | Full Marquis                                           | 1,000                                                            |

## Vida urbana y rural
Durante los Han, el imperio se dividió en grandes unidades administrativas de reinos y comanderías; dentro de una comandería había condados, y en los condados había distritos que contenían al menos varias aldeas. Una aldea de promedio contenía alrededor de cien familias y usualmente estaba rodeada por un muro con dos puertas. En el centro de la vida social de la aldea estaba el altar religioso, construido en honor de una deidad local, donde se podían organizar las festividades. Cada distrito y condado también poseían un altar religioso oficial. El alcance oficial del gobierno no se extendía más allá del nivel del distrito, donde los funcionarios nombrados por el condado incluían al jefe de policía que mantenía la ley y el orden y al recaudador de impuestos del distrito. Sin embargo, el gobierno pudo controlar la sociedad local con el otorgamiento de los veinte rangos.

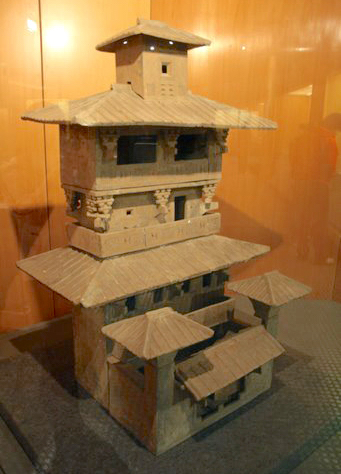
Modelo reducido en cerámica encontrado en una tumba de la época Han que muestra una torre residencial de varias plantas con una entrada y un patio en el primer piso, un balcón en el piso medio, con ventanas y soportes de tipo dougong.

El gobierno financió proyectos de control de inundaciones que implican la construcción de nuevos canales, lo que ayudó a la rapidez del transporte marítimo y permitió que las áreas no desarrolladas se convirtieran en tierras de cultivo de regadío. Estos proyectos de reclutamiento laboral permitieron la construcción de nuevas aldeas que dependían del gobierno para su sustento. Cuando la autoridad del gobierno central disminuyó a finales del período Han oriental, muchos plebeyos que vivían en tales aldeas se vieron obligados a abandonar sus tierras y trabajar como arrendatarios en grandes propiedades de terratenientes ricos. Las personas de aldeas antiguas que nunca tuvieron que depender de proyectos del gobierno central para su bienestar o existencia a menudo buscaron el apoyo de poderosas familias locales.
Chang'an la capital de Han occidental estaba dividida en ciento sesenta distritos residenciales con muros. Los problemas de cada barrio fueron supervisados por un funcionario de bajo rango y las familias influyentes usualmente mantenían el orden social. Los historiadores todavía no están seguros de cuántos mercados controlados por el gobierno existían en Chang'an. Aunque hay afirmaciones de nueve mercados, es posible que siete de ellos fueran en realidad partes divisibles de dos mercados principales: el Mercadp Este y el Mercadp Oeste. Ambos mercados tenían una oficina gubernamental de dos pisos con una bandera y un tambor colocados en el techo. Un encargado de mercado y un diputado tenían su sede en cada uno de estos edificios, aunque no se sabe mucho sobre su participación en el mercado. En Luoyang, capital del Han oriental, la oficina del encargado de mercado empleaba treinta y seis suboficiales que se recorrían el mercado diariamente para mantener la ley y el orden. También recaudaron impuestos sobre bienes comerciales, asignaron precios estándar para productos específicos sobre la base de revisiones mensuales y contratos autorizados entre comerciantes y sus clientes. Además de los comerciantes que incurren en violaciones en el mercado, otros delitos fueron cometidos por pandillas callejeras adolescentes que a menudo usaban una ropa especial para distinguir a que pandilla pertenecían. El mantenimiento de la ley y el orden fuera del mercado y en las zonas marginales se realizó por los agentes de policía; los funcionarios de Han a veces abogaban por aumentar sus salarios, lo que suponían los alentaría a rechazar los sobornos de los delincuentes.
Había muchas diversiones en las ciudades que podían atraer al público rico y pobre, como animales entrenados que realizaban trucos, peleas de gallos y de tigres enjaulados, carreras de caballos, espectáculos de marionetas, actuaciones musicales con baile, hazañas acrobáticas y malabares. Las familias adineradas podían permitirse sus propios coros en sus casas y orquestas de cinco piezas con campanas, tambores, flautas e instrumentos de cuerda. Los juegos de azar y juegos de mesa como el liubo también les daban entretenimiento.

## Matrimonio, género y parentesco

### Patrilinaje, familia nuclear

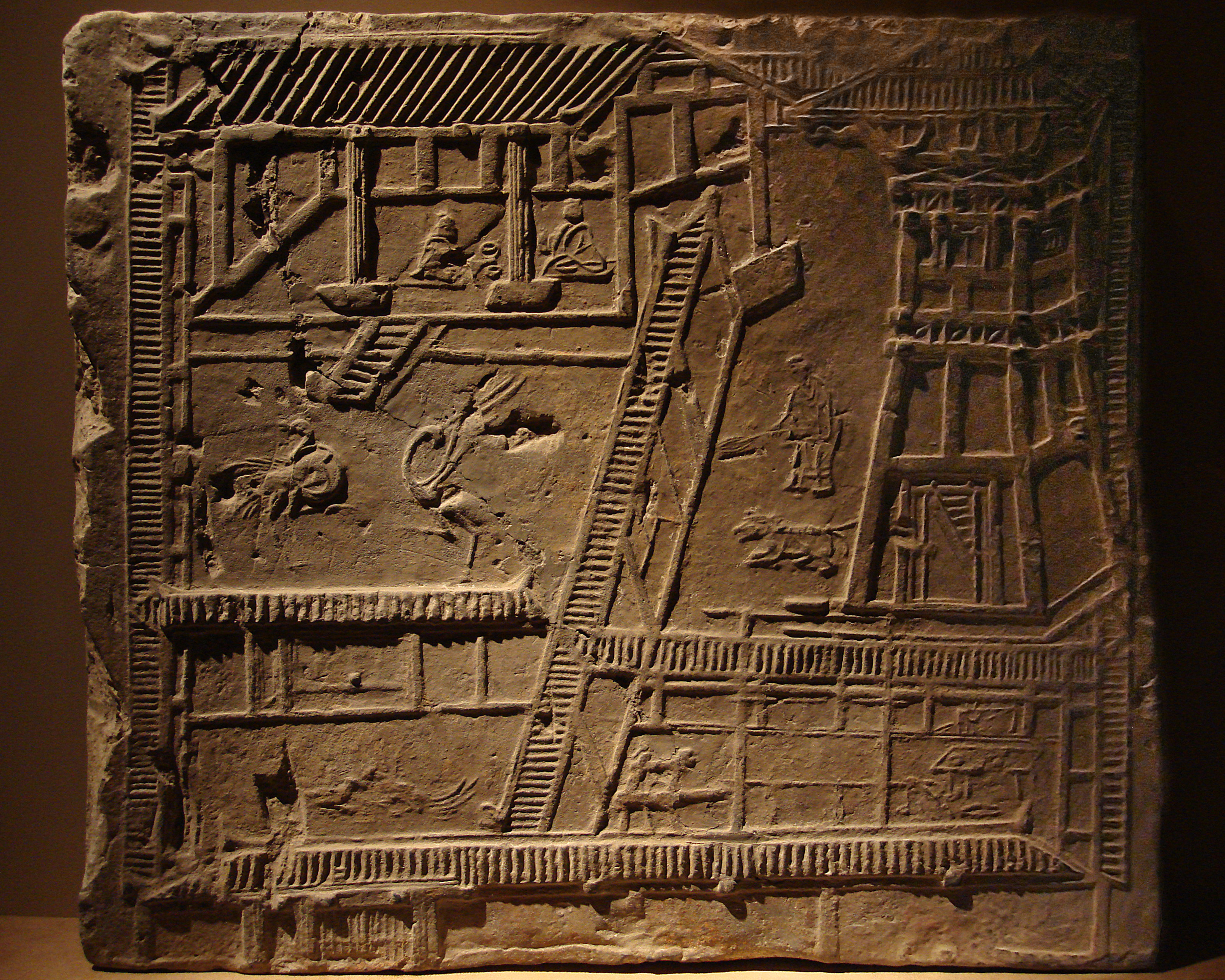
Este ladrillo proviene de la pared interior de la tumba ubicada en la actual Sichuan y pertenece a una familia del período Han oriental. El dibujo representa el hogar de un funcionario Han rico e influyente. Tiene un patio, una casa, habitaciones, pasillos, cocina,pozo y una atalaya. El dueño de la casa y su invitado están sentados y beben en el patio interior, mientras dos gallos luchan y dos grullas bailan.

Las relaciones de parentesco chino durante la dinastía Han fueron influenciadas por las costumbres confucianas e involucraron tanto a la familia nuclear inmediata como a los miembros de la familia extensa. La familia china era patrilineal, ya que los hijos de un padre no consideraban a los parientes de una madre como parte de su clan; en cambio, eran considerados «parientes externos». El código de la ley de la dinastía Han heredó la ley de la dinastía Qin (221-206 a. C.) donde cualquier familia con más de dos hijos tenía que pagar impuestos adicionales. Esto no fue derogado hasta el reino Wei (220-265) durante el periodo de los Tres Reinos. La familia Han tenía un promedio en un hogar típico de alrededor de cuatro o cinco familiares inmediatos, lo cual fue diferente en las familias extensas grandes bajo un hogar en las dinastías posteriores. Era común durante la etapa Han donar a hijos casados adultos con una porción de la fortuna familiar y visitarlos de vez en cuando, pero en todas las dinastías durante y después de la dinastía Tang (618-907), un hijo que se trasladaba lejos y vivía separado de sus padres vivos era considerado como un delito. Las familias más grandes aparecieron durante el Han oriental cuando algunos hermanos casados decidieron vivir con las familias de los demás. Aunque un hogar con tres generaciones viviendo bajo un mismo techo era increíblemente raro, en contraste con la dinastía Jin, que el tener tres o más generaciones bajo un mismo techo, era un hecho común.

### Clan y linaje
El clan o linaje chino involucraba a hombres que compartían un ancestro de patrilinaje común, pero estaban divididos en subgrupos cuyo comportamiento entre sí estaba regulado según las costumbres confucianas que dictaban qué pariente debería ser más cercano e íntimo. Los cuatro subgrupos fueron:
1. hermano, hijos del hermano y nietos del hermano;
2. hermanos del padre, hijos y nietos del hermano del padre;
3. hermanos del abuelo paterno, sus hijos y nietos;
4. hermanos del bisabuelo paterno, sus hijos, nietos y bisnietos.

Mientras que se esperaba que uno llorara durante todo un año por la muerte de cualquier pariente en el primer subgrupo, cuando un pariente del segundo subgrupo fallecía el tiempo se reducía a cinco meses. No se esperaba ningún luto ritual para familiares en el tercer y cuarto subgrupos. Mientras un hijo guardaba luto tres años por la muerte de un padre, lo hacía únicamente un año por la muerte de su madre. Dado que seguir la línea patrilineal significaba la continuación del culto a los antepasados, era importante tener al menos un hijo, incluso si era adoptado de otra familia ——aunque se consideraba imprescindible que compartiera el mismo apellido, de lo contrario los sacrificios a su ancestral podrían considerarse nulos e inválidos—.
La mayoría de los grupos de clanes o linajes no tuvieron mucha influencia en la sociedad local. Sin embargo, los grupos de parentesco prominentes podían disfrutar de una gran influencia, especialmente si un miembro había servido como funcionario del gobierno. Los académicos o funcionarios ricos a menudo compartían el mismo grupo de parentesco con los plebeyos pobres. Dado que se esperaba que los miembros del clan defendieran a sus compañeros, incluso hasta el punto del asesinato, las autoridades gubernamentales constantemente luchaban por reprimir a los poderosos grupos de parentesco. Los grupos de linaje local formaron la espina dorsal de las fuerzas rebeldes en el levantamiento popular contra Wang Mang a principios del siglo I. Cuando la autoridad del gobierno central se derrumbó a finales del Han oriental, las áreas menos desarrolladas del país se mantuvieron relativamente estables debido a grupos de parentesco arraigados, mientras que en áreas muy desarrolladas —donde los grupos de parentesco habían sido separados por el estado— había muchos más campesinos dispuestos a recurrir a los movimientos rebeldes para su protección y supervivencia.

### Matrimonio y divorcio

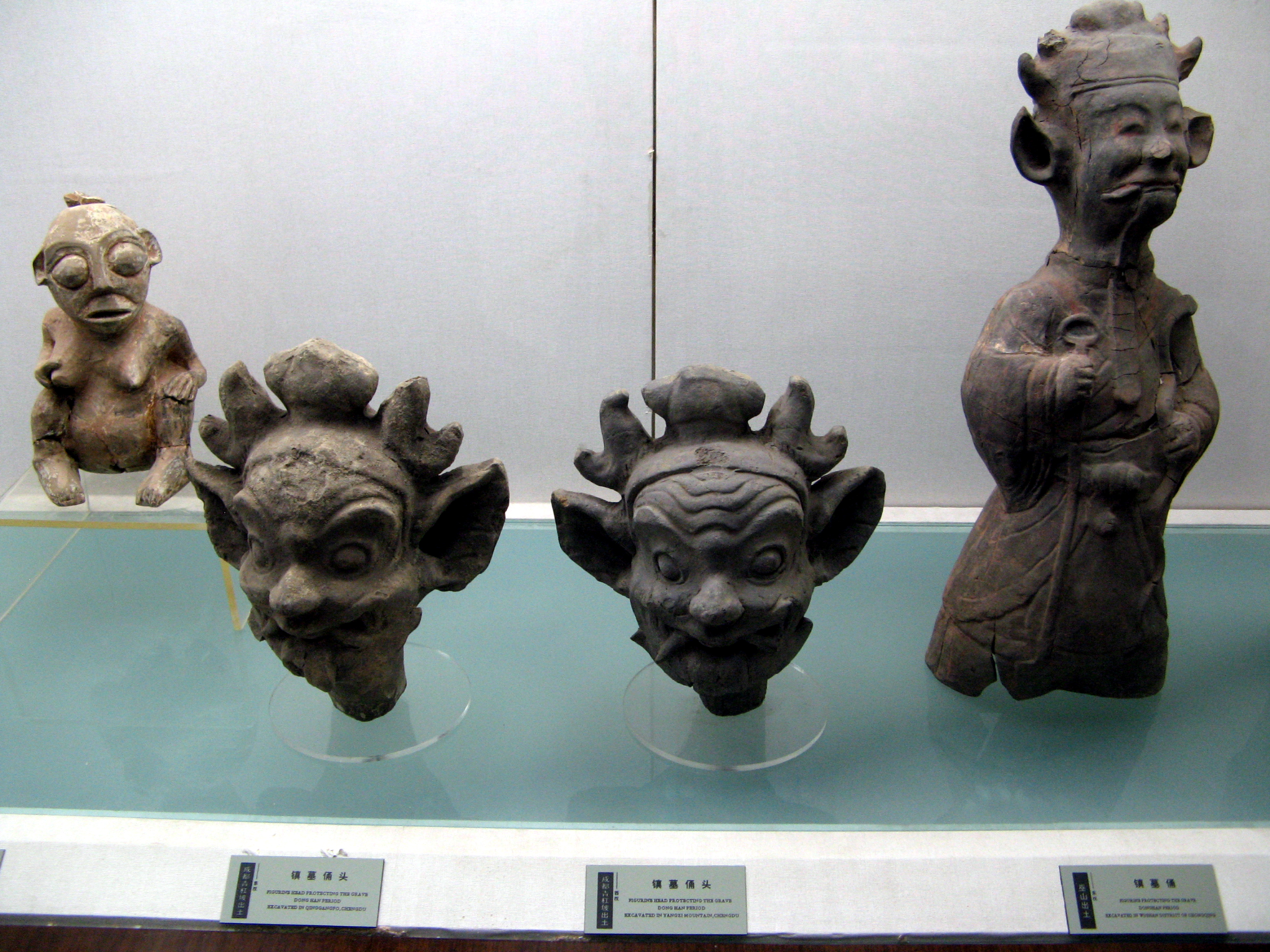
Figuras de cerámica de cabezas guardianas grotescas, período de Han Oriental (25-220 dC), Museo de las Tres Gargantas, Chongqing.

Aunque no se desalentaba el amor romántico, los matrimonios se organizaron como acuerdos y vínculos formados entre dos clanes —con las propiedades como principal preocupación—. La opinión de un padre sobre con quién deberían casarse sus hijos e hijas tenía más peso que la de madre, aunque un abuelo podía anular la decisión de un padre. Una vez que una pareja se había casado, la nueva esposa estaba obligada a visitar el templo familiar para poder formar parte del clan del marido y ser adorada adecuadamente por sus descendientes después de la muerte. La esposa podía conservar su apellido natal. La gran mayoría de las personas durante la dinastía Han practicaron la monogamia, aunque los funcionarios y nobles ricos podían permitirse mantener a una o más concubinas además de a su esposa legal.
Aunque las edades ideales para el matrimonio eran treinta para un hombre y veinte para una mujer, era común que un hombre se casara a los dieciséis años y una mujer a los catorce años. Para alentar a las familias a casar a sus hijas, se introdujo una ley en el año 189 a. C. que aumentó la tasa de impuesto cinco veces para las mujeres solteras de entre 15 y 30 años. La gente de los Han practicaba una forma estricta de exogamia en la que uno no podía casarse con una persona que tenía el mismo apellido, incluso ninguno de los dos podía remontarse a un antepasado común —sin embargo, esto excluía a la familia real, casados con parientes lejanos por razones políticas—. Los funcionarios a menudo preparaban sus matrimonios en familias con funcionarios de igual estatus y algunas veces se casaban con princesas reales o sus hijas se casaban con reyes e incluso con el emperador.
Por costumbre, había siete condiciones en las que un hombre podía divorciarse de su esposa. Estas fueron:
1. desobediencia a los suegros,
2. esterilidad —incapaz de continuar la línea familiar—,
3. adulterio —mezclar la sangre de otro clan en la familia—,
4. celos —de concubinas—,
5. enfermedad incurable —incapaz de continuar la línea familiar—,
6. locuacidad —no llevarse bien con cuñados o cuñadas—,
7. robo.

Un esposo no podía divorciarse de su esposa si ella había completado tres años de luto por uno de sus padres fallecidos, si no tenía familiares vivos en la familia de su padre para regresar, o si la familia del esposo era originalmente pobre pero se había hecho rico después del matrimonio. A veces, las mujeres también podían iniciar el divorcio y casarse de nuevo si:
- la familia del esposo estaba en la pobreza, *el esposo estaba enfermo
- sus suegros eran demasiado violentos[165][166]

A pesar de que el nuevo matrimonio estaba mal visto —especialmente porque el divorcio significaba que la esposa le quitaba la riqueza de su dote a la familia de su exmarido—, era bastante común entre los divorciados y viudos en todos los grupos sociales.

### Herencia

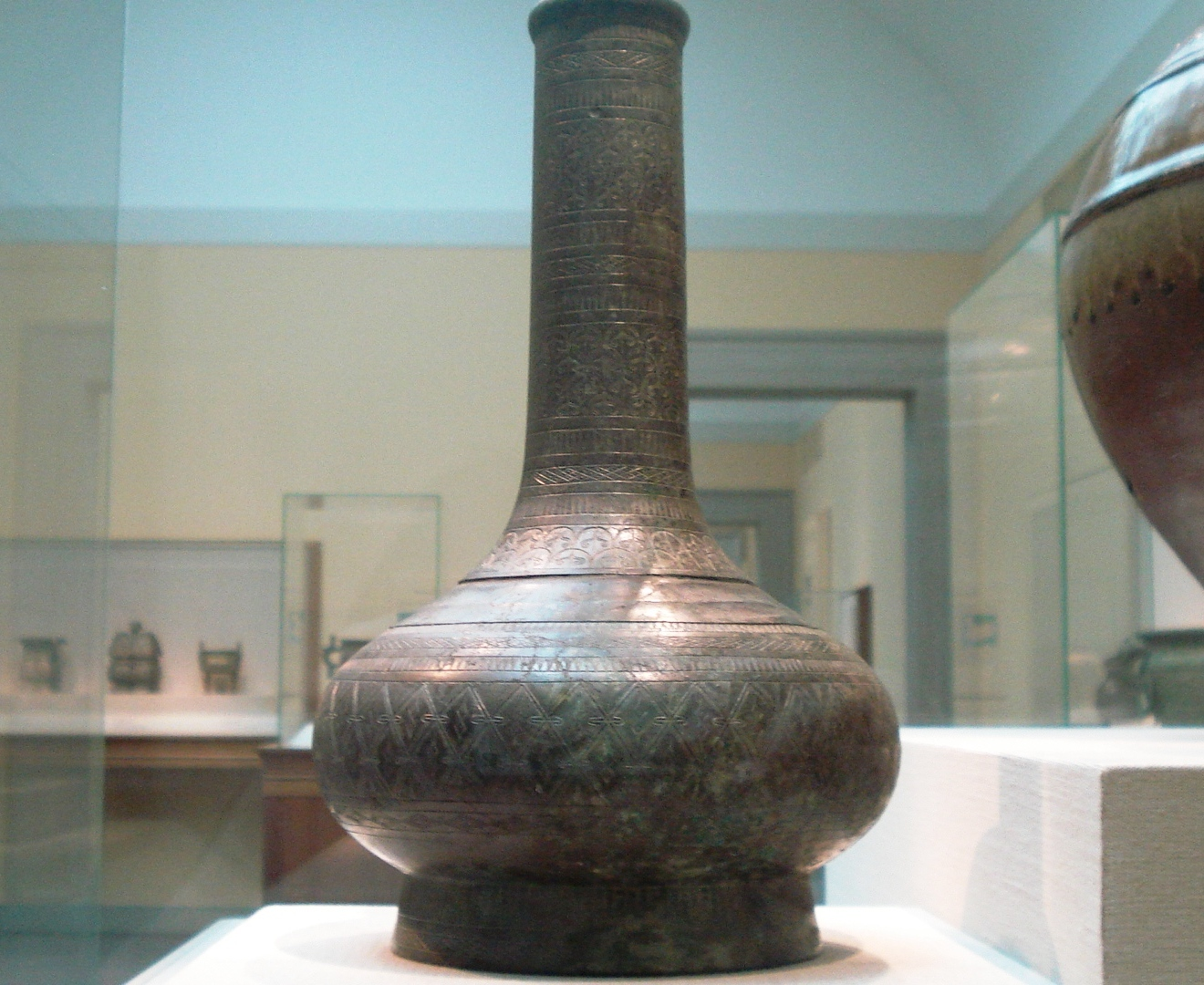
Una vasija de bronce del periodo Han occidental con fecha c. 150-50 a. C., que era utilizado durante las festividades por invitados que intentaban hacer puntería arrojando dardos por su cuello estrecho.

Los dos tipos de herencia durante los Han incluían la herencia común de la propiedad del difunto, en la que participaban todos los grupos sociales, excepto los esclavos, y la herencia de títulos, que podían disfrutar las personas de veinte rangos, nobleza y realeza. En la primera forma, los funcionarios y los plebeyos legaban una parte igual de la propiedad a cada uno de sus hijos en su testamento. Esto excluyó a las hijas, que se habían casado con otras familias, a pesar de esto las hijas sí recibían una parte de la propiedad familiar en forma de dotes matrimoniales, que a veces equivalían a la parte de riqueza de un hermano en el testamento. El segundo tipo de herencia involucraba la práctica de primogenitura, donde el título oficial era heredado por un único hijo. Regla que era común tanto para el emperador como para cualquier rey, marqués o plebeyo de los veinte rangos. Sin embargo, para limitar el poder de los reyes mientras se mantenía la primogenitura, un edicto imperial del 127 a. C., establecía que los reyes debían dividir los territorios de sus reinos entre el sucesor elegido —es decir, el heredero— y los hermanos de los reyes, que se hicieron marqueses, estableciendo nuevos marquesados y reduciendo el tamaño de cada reino con cada generación.

### Situación y posición de las mujeres

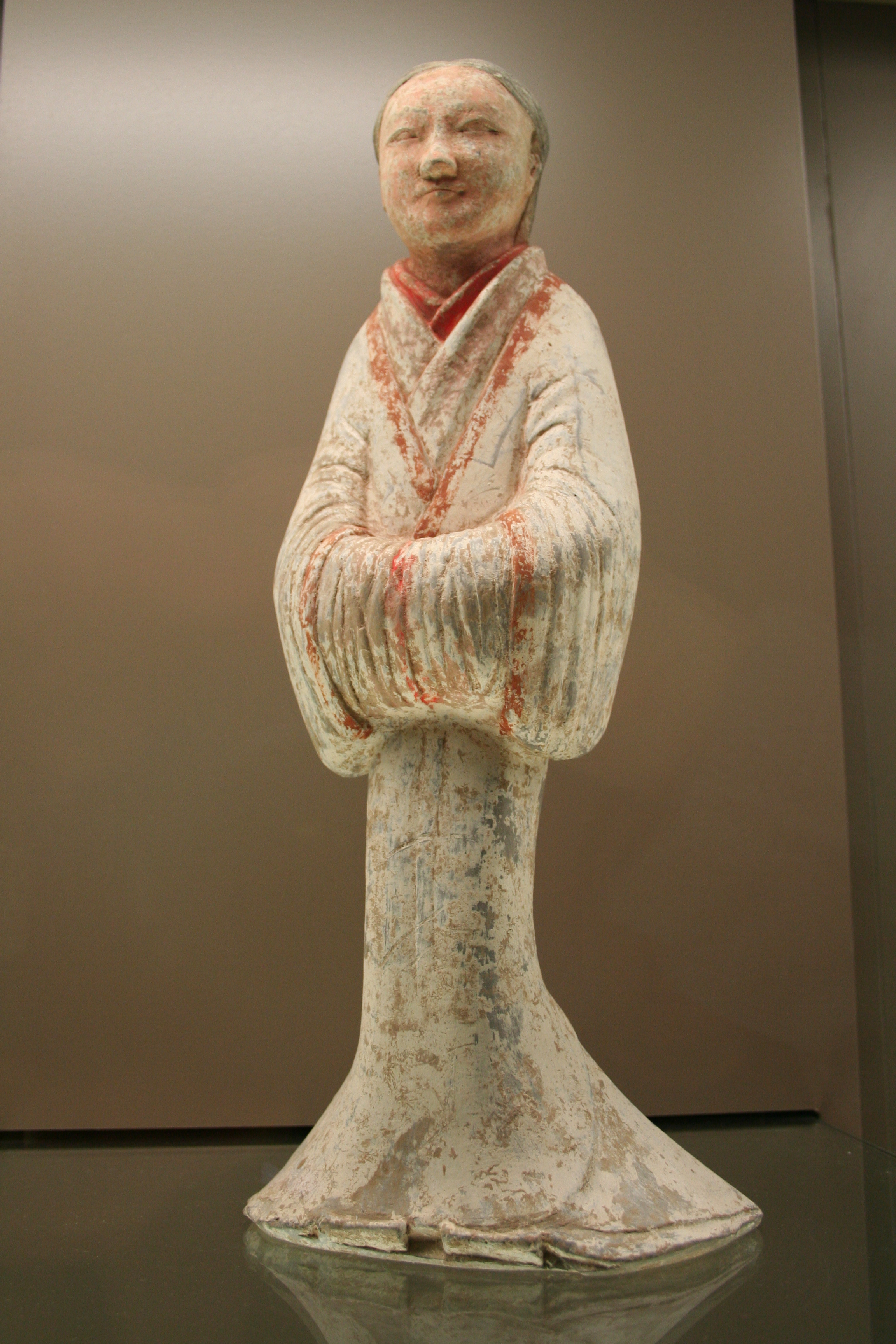
Estatua de cerámica pintada de la época de Han occidental y que representa a una sirviente con un vestido de seda.

El historiador Ban Zhao (45-116) escribió en sus Lecciones para mujeres (女誡) que, al igual que las fuerzas opuestas y complementarias del yin y yang, las grandes virtudes de los hombres eran la fuerza y la rigidez, mientras que las grandes virtudes de la mujer eran el respeto y el cumplimiento. A lo largo de su vida, una mujer Han debía someterse a la voluntad de su padre primero, luego a su marido y luego a su hijo adulto (三 從 四德). A pesar de esto hay muchas desviaciones registradas de esta regla, ya que algunas mujeres Han están documentas por entablar discusiones acaloradas con sus esposos sobre concubinas —a veces golpeaban a las concubinas por celos y para castigar al marido—, escribieron ensayos y cartas para maridos que sirven como funcionarios del gobierno y, a veces, los maridos recurrieron a sus esposas para obtener asesoramiento sobre los asuntos políticos de la corte. Cuando fallecía un padre, el hijo mayor era teóricamente el miembro más antiguo de la familia, pero como se insinuaba en varias obras de la literatura Han, todavía tenían que obedecer la voluntad de su madre e incluso podía obligarlos a disculparse por una ofensa. Las desviaciones de las costumbres comunes con respecto al género eran especialmente pronunciadas en la familia imperial. La emperatriz pudo dar órdenes a sus parientes masculinos, incluso su padre, y, si la desobedecían, podía reprenderlos públicamente y humillarlos.
Ciertas ocupaciones estaban tradicionalmente reservadas para las mujeres, mientras que también estaban exentas de los deberes laborales. Las mujeres debían criar a los niños, tejer ropa para la familia y realizar tareas domésticas como cocinar; aunque la agricultura se consideraba trabajo de hombres, a veces las mujeres cultivaban los campos junto con sus maridos y hermanos. Algunas mujeres formaron grupos comunales de hilado y tejido para reunir recursos para pagar velas, aceite de lámpara y calor durante la noche del invierno. Un negocio textil exitoso podría emplear a cientos de mujeres. Cantar y bailar para entretener a los patrones adinerados eran otras profesiones comunes abiertas para las mujeres. Cuando un marido moría, a veces la viuda se convertía en el único sostén de sus hijos y, por lo tanto, tenía que ganarse la vida tejiendo telas de seda o haciendo sandalias de paja para vender en el mercado. Algunas mujeres también recurrieron a la humilde profesión de brujería para obtener ingresos. Otras, más afortunadas, podrían convertirse en reconocidos médicos que se ocuparon en servicios para las familias de altos funcionarios y la nobleza. Algunas mujeres ricas se dedicaban al comercio de lujo, como vender perlas a una princesa. Algunas incluso ayudaron en las decisiones comerciales de su marido. En la cima de esta pirámide se encontraban las mujeres de ricos comerciantes que iban vestidas con ropas de seda rivalizando incluso con la vestimenta de las mujeres nobles; esta ropa era considerada inmoral en comparación con la mujer ideal, humilde y que tejía para sí misma.

## Educación, literatura y filosofía

### Ideologías en competencia

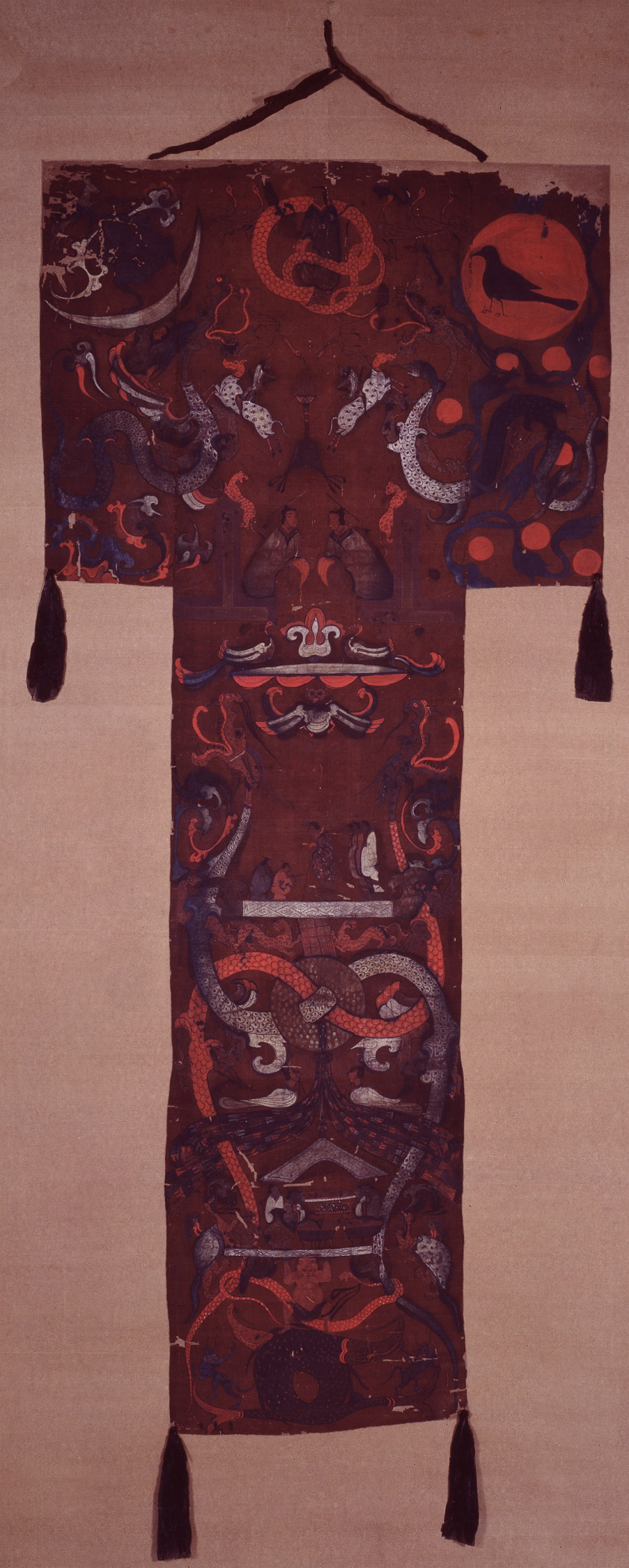
Pintura sobre seda encontrada sobre el ataúd en la tumba de Lady Dai (m. 168 a. C.) en Mawangdui de Changsha, provincia de Hunan, China. Las escenas representadas parecen ilustrar el viaje del alma de la mujer. La sección superior muestra el reino celestial, con dragones, leopardos y criaturas híbridas. En las esquinas se encuentra el cuervo que simboliza el Sol y el sapo que simboliza la Luna, el apareamiento del Sol y la Luna representa las fuerzas cósmicas del yin y yang.

El historiador Sima Qian (muerto el año 110 a. C.) escribió que la tradición legalista heredada por Han de la dinastía Qin anterior, enseñaba que imponer severas leyes hechas por el hombre que carecían de bondad producía una sociedad bien ordenada, dado que la naturaleza humana era innatamente inmoral y tenía que ser revisada. 'Legalismo' fue la etiqueta creada por los estudiosos de Han para describir la filosofía sociopolítica formulada en gran parte por Shen Buhai (fallecido el 340 a. C.), Shang Yang (fallecido el 338 a. C.) y Han Fei (c. 280-c. 233), una filosofía que hacía hincapié en que el gobierno tenía que confiar en un sistema estricto de castigos y recompensas para mantener la ley y el orden. Algunos de los primeros funcionarios de la dinastía Han occidental fueron influenciados por el principio de «no acción» aparente en el trabajo de Han Fei y el daoísta Laozi. Al utilizar este concepto, argumentaron que una vez que las leyes y los sistemas administrativos se establecieran, el gobierno funcionaría sin problemas y la intervención en nombre del gobernante se haría innecesaria. Esta escuela de pensamiento era conocida como 'Emperador Amarillo y Laozi' ( Huang-Lao 黃老), que obtuvo plena aceptación en la corte bajo el patrocinio de la emperatriz Dowager Dou, fallecida en el año 135 a. C. Sus seguidores creían que el creador de la civilización ordenada era el mítico Emperador amarillo, una visión que contradecía las opiniones de los eruditos confucianos posteriores de que los mitológicos Yao y Shun fueron los responsables de sacar al hombre de un estado de anarquía. Obras como la Huainanzi (presentada en el año 139 a. C.) introdujeron nuevas ideas sistemáticas sobre el cosmos que socavaron el mensaje de Huang-Lao. Estudiosos como Shusun Tong (叔孫通) comenzaron a expresar un mayor énfasis por las ideas éticas expuestas en las obras filosóficas «clasicistas» como las de Confucio, una ideología anacrónicamente conocida como confucianismo. El emperador Gaozu encontró que las reformas confucianas de Shusun Tong de los rituales de la corte eran útiles mientras exaltaban incluso más su estatus, sin embargo, no fue hasta el reinado del emperador Wu que el confucianismo ganó el patrocinio exclusivo en la corte.

### El confucianismo se vuelve primordial
En el corazón de la ética confuciana estaban las virtudes seleccionadas de la piedad filial, las relaciones armoniosas, el ritual y la rectitud. La fusión de estas ideas en un sistema teológico que involucra teorías cosmológicas anteriores de yin y yang, así como las cinco fases o Wu Xing —es decir, ciclos naturales que gobernaban el cielo, la tierra y el hombre— fue iniciada por primera vez por el oficial Dong Zhongshu —179-104 a. C. A pesar de la autenticidad total de la autoría de Dong del Rocío exuberante de los anales de primavera y otoño, se pone en tela de juicio, con indicios de que las partes se reescribieron alrededor de la época de Liu Xiang (79-8 a. C.) o Liu Xin (fallecido el año 23), tres de sus originales memoriales enviados al trono discutiendo su versión sincrética del confucianismo se conservaron en el primer Libro de Han.
Dado que su modelo incorporó y justificó al gobierno imperial el orden natural del universo, apeló al emperador Wu, quien en el 136 a. C. abolió las cátedras académicas no confucianas o los eruditos (博士) que no trataban con los Cinco clásicos confucianos: el clásico de la poesía, el clásico de los cambios, el clásico de los ritos, el clásico de la historia y los anales de primavera y otoño. Ampliando la posición de Mencio (c. 372-289 a. C.) de que la naturaleza humana era innatamente buena, Dong escribió que las personas necesitaban una nutrición externa de la educación para «despertar» y desarrollar la moralidad. Para producir funcionarios moralmente sanos, el emperador Wu también patrocinó la educación confuciana cuando estableció la Universidad Imperial en el 124 a. C. A pesar de la aceptación general del confucianismo por el resto del tiempo de la época Han y hasta el final de la dinastía Qing en 1911, los filósofos todavía defendían algunas ideas legalistas mientras que las leyes y políticas del estado reflejaban un compromiso alcanzado entre el legalismo y el confucianismo Han.
Hubo diferentes tradiciones regionales o «escuelas» dentro del confucianismo asignadas a ciertos textos. Los dos que causaron más debate fueron las tradiciones de Textos Nuevos y Textos Antiguos. El primero representaba obras transmitidas oralmente después de la quema de libros de Qin del 213 a. C., y este último era un texto recientemente descubierto por Kong Anguo, Liu Xin y otros, que habían sido escondidos en las paredes de la casa de Cofuncio, con escritos de caracteres arcaicos, y por lo tanto fueron versiones más auténticas. Aunque inicialmente fueron rechazados, los Textos Antiguos encontraron aceptación en los tribunales del Emperador Ping y de Wang Mang, fueron rechazados por el emperador Guangwu, y aceptados una vez más por el emperador Zhang para volver a ser rechazados por tercera vez por los siguientes gobernantes.

### Más síntesis filosófica

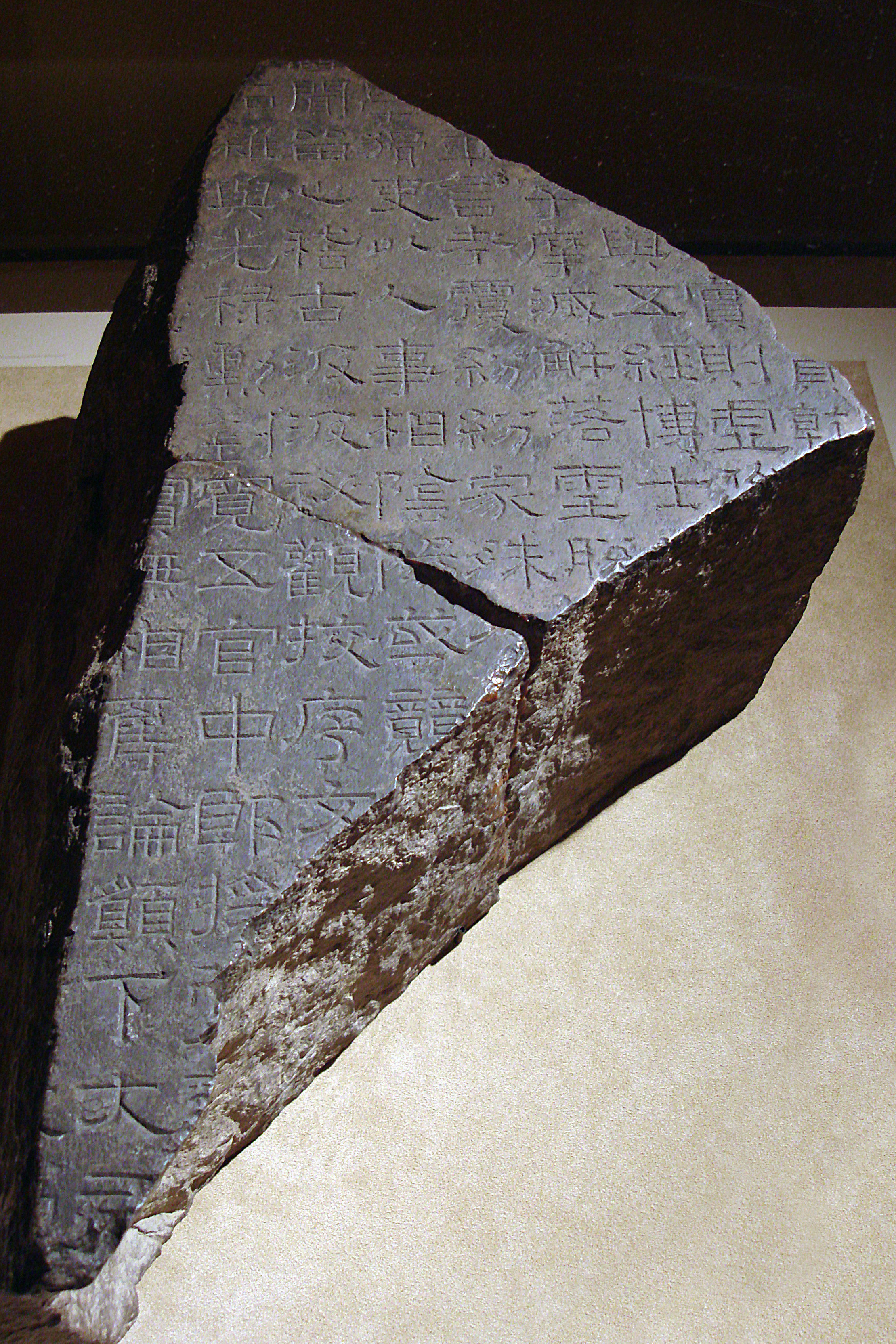
Un fragmento de 'Stone Classics' (熹平 石 經); estos «Cinco Clásicos» tallados en piedra instalados durante el reinado del emperador Ling de Han a lo largo del borde de la carretera de la Universidad Imperial —justo fuera de Luoyang— fueron creados por Cai Yong, quien temía que los clásicos alojados en la biblioteca imperial estuvieran siendo interpolados por los académicos de la universidad.

En contraste con la certeza de Dong sobre la bondad innata, el escritor contemporáneo Jia Yi (201-169 a. C.) sintetizó las perspectivas opuestas de Mengzi y Xunzi ( c. 312-c. 230 a. C.) en el capítulo «Protección y tutoría» (Baofu 保 傅) de su libro Nuevas recomendaciones ( Xinshu 新書) para argumentar que la naturaleza humana era maleable y, por lo tanto, ni originalmente buena ni mala. El confucianismo Han se transformó en el período de Han oriental cuando los eruditos lucharon por comprender cómo el régimen de Wang Mang había fracasado a pesar de su gran patrocinio de la reforma confuciana. La transición del idealismo de Han occidental al escepticismo de Han occidental se puede representar en parte por los «Refranes ejemplares» (Fayan 法 言) de Yang Xiong (53 -18 d. C.), que sostenían que la naturaleza humana era indeterminada, que uno podía cultivar el bien y escapar de las situaciones negativas aprendiendo los valiosos preceptos de muchas escuelas de pensamiento —no únicamente del confucianismo—, sin embargo, el hombre no tenía control sobre su destino final (命) decidido por el Cielo. En sus Nuevas Discusiones (Xinlun 新 論), Huan Tan (43 -28 d. C.) argumentó que aunque la corte Han patrocinó la educación confuciana, el gobierno se había corrompido y socavado en la creencia cósmicamente ordenada de Dong Zhongshu de que la educación confuciana fue de mano con el éxito político. En su El discurso equilibrado, Wang Chong (27-100 d. C.) argumentó que la vida humana no era un todo coherente, dictado por una voluntad unitaria del cielo como en la síntesis de Dong, sino que se dividió en tres planos: biológico (mental y físico) , sociopolítico y moral, elementos que interactuaban entre sí para producir resultados diferentes y un destino aleatorio. Los orientales Han confucianos incorporaron ideas de legalismo y taoísmo para explicar cómo la sociedad podría ser rescatada, como Wang Fu en sus Comentarios de un Recluso (Qian fu lun) que argumentaba que los males acumulados por la humanidad a lo largo del tiempo podían rectificarse mediante el compromiso directo de la política con el enfoque legalista, pero que el individuo tenía que cultivar la virtud personal, mientras tanto, como una solución a largo plazo con el enfoque taoísta.

### Educación pública y privada
Con el fin de asegurarse un puesto como maestro, erudito en la capital o funcionario del gobierno, un estudiante pudo elegir uno de los varios caminos para obtener una buena educación. Tal vez el camino más prestigioso fue la inscripción en la Universidad Imperial. Los estudiantes tenían que ser mayores de 18 años para inscribirse, y ser seleccionados por el ministro de Ceremonias de los recomendados por las autoridades locales. Otros estudiantes podían optar por inscribirse en una escuela patrocinada por el gobierno de la comandería local. Un maestro profesional que abrió una escuela privada en una pequeña ciudad o aldea a veces podía reunir a varios cientos de seguidores y a más de mil estudiantes. Se esperaba que los estudiantes pagaran la matrícula, así fue como un maestro disfrutó de un salario significativo, además de que su posición en la comunidad local generalmente era primordial, e incluso se le buscó como juez en las disputas. Aunque el tamaño de la Academia Imperial se expandió enormemente durante el Han oriental, las escuelas privadas crecieron en importancia a medida que el gobierno imperial perdió autoridad y la persecución de la tradición del Antiguo Texto por parte de la academia llevó a muchos a buscar estudios, sobre ello, en instituciones privadas.

### Los anales dinásticos

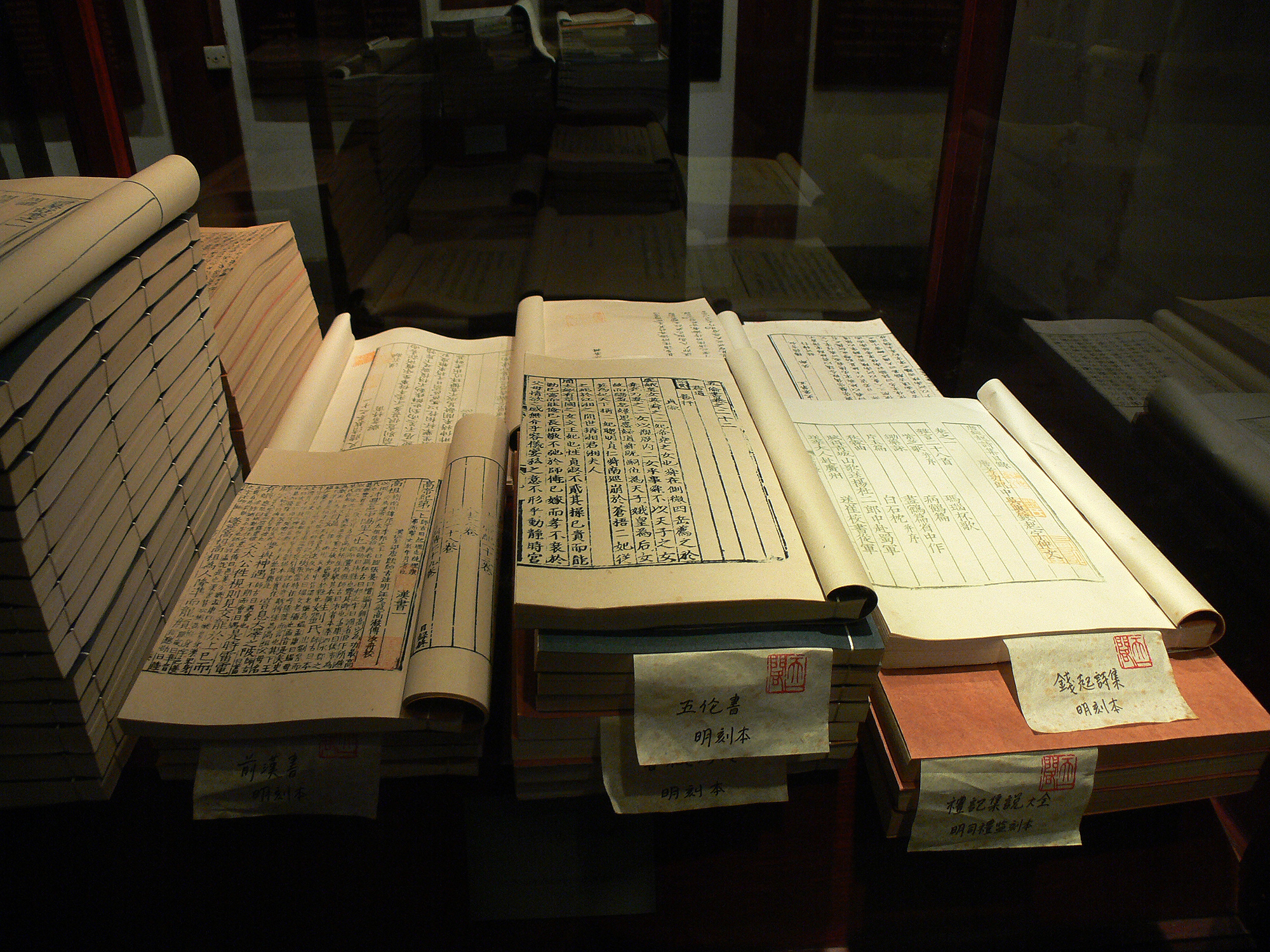
Edición del Libro de Han datado de la dinastía Ming e imprimido a partir de planchas de madera grabadas.

Ante las Memorias históricas de Sima Qian había varias crónicas que informaban eventos históricos de una manera más o menos lacónica. En esta categoría, están los Anales de primavera y otoño (春秋), o los Anales de Bambú (竹書紀年), volviendo sobre algunos de los acontecimientos del período de los Estados combatientes. También hay textos escritos en tablillas de bambú encontradas en las tumbas de Shuihudi, que cubren los eventos de la historia del estado Qin y la dinastía Qin durante un período del 306 a. C. al 217 a. C. Por último, está el libro Clásico de Historia, que informa las acciones de los líderes pasados y los acontecimientos políticos, sin distinguir entre lo que son términos mitológicos e históricos. Sin embargo, el trabajo de Sima se considera el primero de las Veinticuatro Historias que relatan la historia de las diferentes dinastías chinas y también fue quien sentó las bases de la historiografía china mediante la creación de la primera historia universal China. Sima dividió su trabajo en ciento treinta capítulos, incluidos anales, gráficos cronológicos en cuadrícula, tratados sobre temas generales, historias de casas y estados hereditarios, biografías de individuos notables, y en el último capítulo, su autobiografía. Como archivero de la Corte, Sima pudo usar fuentes de ochenta textos diferentes, a los cuales se deben agregar las inscripciones de los memoriales, los diferentes edictos y las piedras grabadas. Estas fuentes dan un amplio margen para su trabajo, que menciona a cuatro mil personas por su nombre. También viajó para entrevistar a los testigos en vida de los eventos más recientes.
A diferencia de la tradición historiográfica occidental establecida por el griego Heródoto, el profesor Grant Hardy asociado de la Universidad de Carolina del Norte, afirma que el trabajo de Sima pretendía ser un microcosmos textual que representaba todos los aspectos del Universo, la Tierra y el Hombre en forma de modelo, de forma muy similar a como el mapa de relieve elevado en la tumba de Qin Shi Huang (reinado 221-210 a. C.) representaba su imperio. Hardy explica que esto no era exclusivo del trabajo de Sima, ya que los eruditos de Han creían que los secretos codificados existían en los Anales de primavera y otoño, que se consideró «un microcosmos que incorpora todos los principios morales e históricos esenciales con los que opera el mundo» y los eventos futuros podían ser pronosticados. La tesis del microcosmos de Hardy como una explicación de las inconsistencias de Shiji en el enfoque ideológico, la organización y las características literarias ha sido criticada por Michael Loewe y David Schaberg. Expresan dudas sobre la opinión de Hardy de que Sima pretendía que su trabajo fuera un modelo de realidad bien planificado y homogéneo, en lugar de una colección de narraciones vagamente conectadas que conserva los sesgos ideológicos originales de las diversas fuentes utilizadas.
La siguiente Historia estándar fue el Libro de Han, compilado por Ban Biao (3-54), su hijo Ban Gu (32-92) y su hija Ban Zhao (45-116). A diferencia del trabajo privado e independiente de Sima, este texto de historia fue encargado y patrocinado por la corte Han bajo el emperador Ming de Han, quien permitió que Ban Gu usara los archivos imperiales. Esto estableció un precedente significativo para el resto de las «Historias estándar», ya que el historiador ahora era virtualmente incapaz de criticar a su patrón gobernante. El Libro de Han cubrió la historia de China que dejó el trabajo de Sima durante el reinado del emperador Wu hasta el Han del Medio Oriente.

### Tratados, diccionarios, manuales y biografías

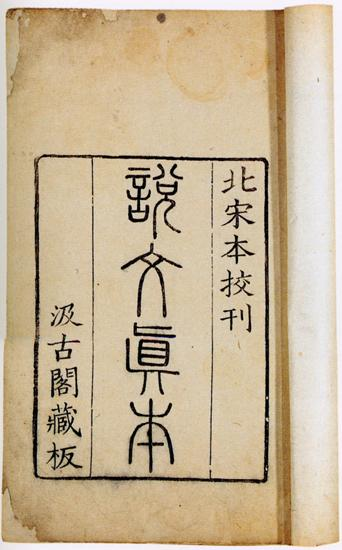
Portada de una reedición moderna de Shuowen Jiezi de la dinastía Song (960-1127).

La guía Ready (Erya) es el diccionario chino más antiguo conocido y se compiló en algún momento del siglo III antes de Cristo. Los diccionarios escritos durante la dinastía Han incluyen el Discurso Regional de Yang Xiong (Fangyan) del 15 a. C. y Xu Shen (c. 58-c. 147) «Explicando Caracteres Unitarios y Analizando Caracteres Compuestos» ( 
Shuowen Jiezi) del año 121. Fangyan de Yang Xiong fue el primer trabajo de vocabulario del dialecto chino; el término chino moderno para 'dialecto' se deriva del título de este libro. En el Shuowen Jiezi, Xu Shen dividió los caracteres escritos entre wen (文) y zi (字), donde los primeros eran pictogramas originales y los segundos eran caracteres derivados de ellos. Listado de 9.353 caracteres con 1.163 formas variantes, Xu organizó estos en 540 encabezados de sección de acuerdo con sus radicales escritos. Este enfoque conveniente y sistemático de organizar personajes por sus radicales se convirtió en el estándar para todos los diccionarios chinos a seguir.
Manuales, guías y tratados para diversos temas fueron escritos en la época Han. El «Libro de Han del Fan Shengzhi» escrito durante el reinado del emperador Cheng es uno de los dos manuales sobre técnicas y procesos agrícolas que han sobrevivido de los Han. El otro es «Instrucciones mensuales para las cuatro clases de personas» (Simin yueling) escrito por Cui Shi (año 170). Los tratados matemáticos incluían el «Libro sobre los Números y la Computación» (Suan shu shu) El Clásico Zhoubi Suanjing, y Jiuzhang Suanshu. También hubo trabajos sobre astronomía, como «Lecturas diversas de los Patrones cósmicos y las Imágenes de Pneuma» (Tianwen qixiang zazhan) de los textos de seda Mawangdui del siglo II a. C. y de Zhang Heng (78-139) «Constitución Espiritual del Universo» (Lingxian) publicado en el año 120.
Aparte de las biografías que se encuentran en las Historias estándar, se hizo popular entre los personajes de la alta burguesía escribir ensayos estilísticos y encargar biografías privadas a otros caballeros. Estas biografías publicadas privadamente se centraron en la burguesía de la localidad de uno mismo o en figuras más conocidas que tenían prominencia nacional.

### Poesía y rapsodias

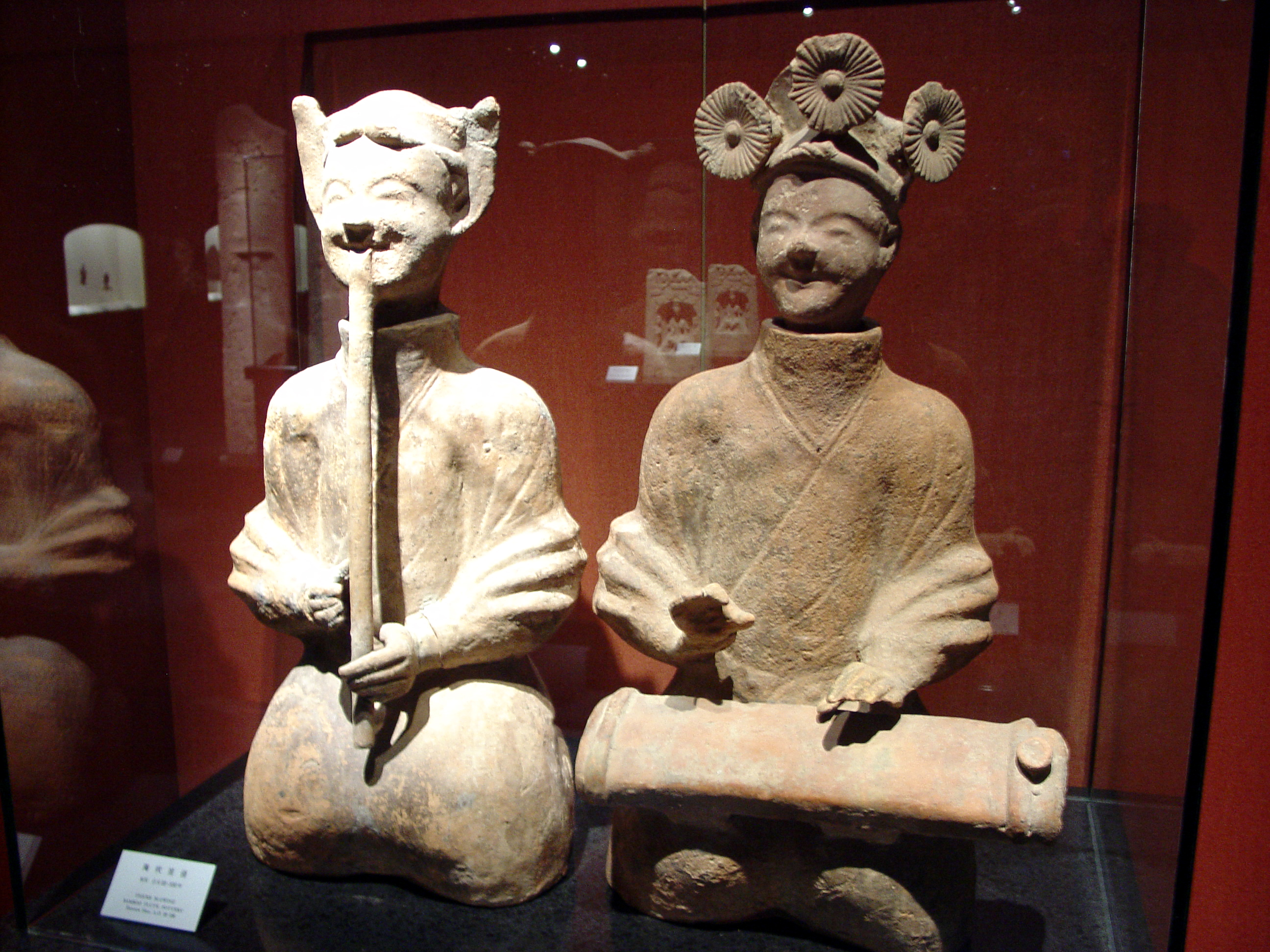
Músicos tocando una instrumentos, figuras de cerámica china del período Han oriental (25-220), Museo de Shanghái.

La rapsodia, conocida como fu en chino, era un nuevo género literario. [210] El poeta y oficial Sima Xiangru (179-117 a. C.) escribió varias rapsodias, pero la mayor y más influyente fue la «Rapsodia sobre el hijo del cielo en una cacería placentera» (Tianzi Youlie Fu) escrita en forma de debate. Las rapsodias de Sima incorporaron elementos literarios encontrados en las Elegías de Chu -una antología de poemas atribuidos a Qu Yuan (340-278 a. C.) y Song Yu (siglo III a. C.). Yang Xiong fue el otro fu prominente escritor de Han oriental, y aunque al principio elogió el trabajo de Sima, más tarde lo criticó como un ejemplo de las deficiencias del género. En Han oriental, Ban Gu escribió una rapsodia comparando las capitales Chang'an y Luoyang, en la que concluyó que Luoyang era la mejor de las dos, lo cual era una sutil alabanza del emperador actual, insinuando que su virtud había superado a los gobernantes de Han occidental. El astrónomo e inventor de la corte Zhang Heng (78-139) también escribió rapsodias de las capitales que fueron inspiradas por las de Ban Gu.
Zhang Heng también escribió la rapsodia Returning to the Fields, que fusionó los ideales taoístas y confucianos, así como también sentó las bases para la posterior poesía de la naturaleza metafísica. Además escribió «Poemas líricos sobre cuatro penas» (四 愁 詩), que representan los poemas shi heptasílabos más antiguos en la literatura china, y la Oficina de la música del gobierno también produjo canciones populares y yuefu, una forma lírica de verso que se convirtió en un subgénero estándar de la poesía shi. Estos poemas se centraron en gran medida en cuestiones de moralidad que los eruditos confucianos encontraron aceptables y en línea con las tradiciones de la dinastía Zhou. Los poetas del período asociados con el final de la dinastía Han y el comienzo de la era de las Seis Dinastías solían asistir a los mismos eventos sociales para componer poemas sobre un tema determinado en la compañía conjunta.

## Leyes y costumbres

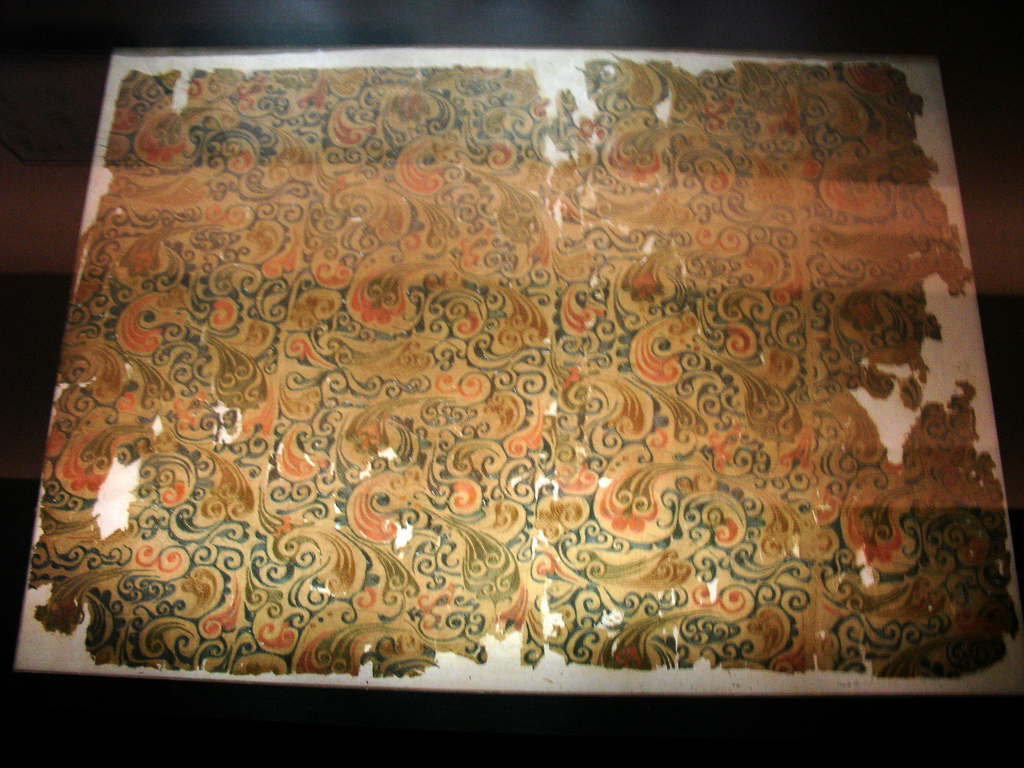
Tejido de seda de la tumba nº. 1 en el sitio de las tumbas Mawangdui,, en el periodo de Han occidental; de acuerdo con las leyes suntuarias, a los comerciantes registrados se les prohibía usar seda, sin embargo, esto generalmente se hacía.

Para la dinastía Han, la ley escrita había madurado desde su forma arcaica basada en gran medida en la ley natural y las costumbres sociales en un corpus racional influenciado por la política y basado en el derecho positivo. Sin embargo, el código de la ley de la dinastía Han establecido por el canciller Xiao He era en gran medida una extensión de un código existente de la dinastía Qin. La evidencia de esto incluye hallazgos arqueológicos en la era de Qin Shuihudi y la era Han Zhangjiashan. Los nueve capítulos del código de la ley constaban de estatutos que trataban sobre la criminalidad, mientras que dos de estos capítulos trataban sobre el procedimiento judicial. Aunque sobrevive en pequeños fragmentos, supuestamente fue un trabajo escrito masivo en 960 pergaminos escritos. El código tenía 26 272 artículos escritos en 7 732 200 palabras que describían los castigos. Los 490 artículos sobre la pena de muerte contenían 1882 delitos y 3472 analogías o fragmentos de jurisprudencia.
El magistrado del condado y el administrador de la comandancia eran respectivamente los jueces de la corte oficiales. Sus jurisdicciones se superpusieron, sin embargo, el administrador de la comandancia solo interfirió en los casos de los tribunales del condado cuando fue necesario; en general, se acordó que quien arrestara primero a un criminal sería el primero en juzgarlo. Si no se podía resolver un caso judicial a nivel de comandancia, el Comandante de Justicia del gobierno central era la última autoridad de apelación ante el emperador. Con frecuencia sus ocupaciones fueron en casos de rebeldes políticos y regicidio con respecto a reyes, marqueses y altos funcionarios. Encima del Comandante estaba el propio emperador, juez supremo y legislador.

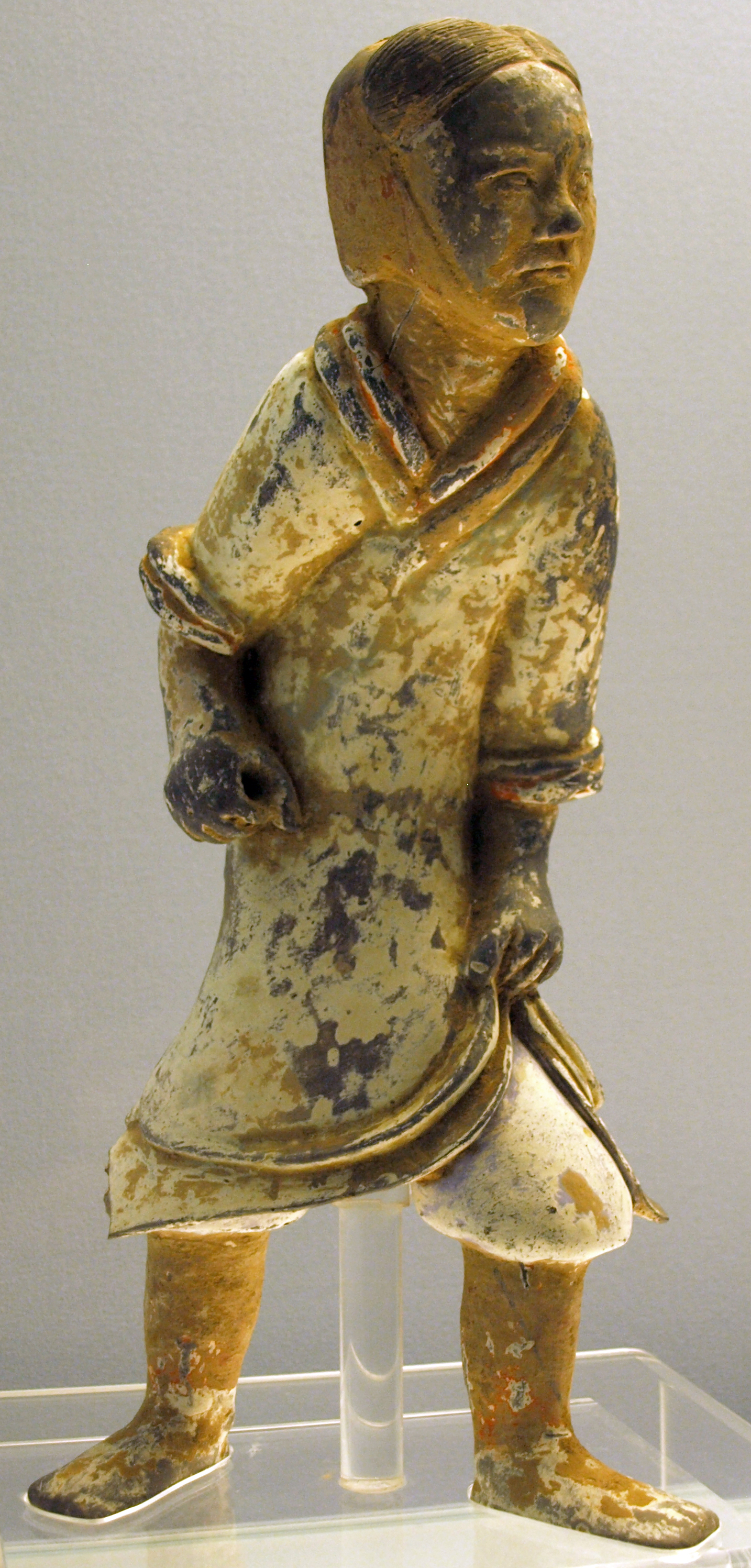
Una cerámica Han de un soldado, le falta un arma en su mano derecha.

Al igual que con los códigos anteriores, la ley de Han distinguió lo que se debía considerar asesinatos con malicia y previsión, matar a sabiendas, matar por error y matar por accidente. Aunque un padre era el jefe indiscutible de la familia, no se le permitió mutilar o matar a ninguno de sus miembros como castigo; si lo hiciera, sería juzgado por asalto físico o asesinato, respectivamente. No todos los asesinatos recibieron la misma sentencia, ya que la relación y las circunstancias se tuvieron en cuenta en la sentencia. Por ejemplo, a un padre se le daba una sentencia mucho menos severa por el asesinato de un hijo que si un hijo asesinara a su padre. Las mujeres tenían ciertos derechos bajo la ley Han. Era ilegal que los maridos abusen físicamente de sus esposas. Los casos de violación también se presentaron comúnmente ante los tribunales y fueron castigados por la ley Han. Las mujeres podían presentar cargos contra los hombres en los tribunales, ya que era comúnmente aceptado en la jurisprudencia Han que las mujeres eran «capaces de decir la verdad en los tribunales».
A veces los criminales eran golpeados con la falanga para obtener confesiones, pero los eruditos Han argumentaban que la tortura no era el mejor medio para obtener confesión, pero se convocaban conferencias judiciales para decidir cuántos golpes debían darse y qué tamaño debía tener el bastón para no causar lesiones permanentes. El encarcelamiento fue una forma inaudita de castigo durante Han; los castigos comunes eran la pena de muerte por decapitación, los períodos de trabajos forzados para convictos y el exilio o multas monetarias. Los castigos de mutilación también existían en los comienzos de Han, tomados de la práctica anterior de los Qin. Esto incluía tatuarse la cara, cortar la nariz, la castración y la amputación de uno o ambos pies, pero en el año 167 a. C., estos castigos fueron abolidos a favor de largas flagelaciones con la falanga. Se implementaron nuevas reformas en el primer año del reinado del emperador Jing de Han (reinado 154-141 a. C.) que disminuyó la cantidad de golpes que un prisionero podía recibir con la falanga. Al principio del año 195, los mayores de setenta años estaban exentos de castigos de mutilación. Las reformas posteriores eximieron a los mayores de setenta años de métodos de interrogatorio duros en casos distintos de la acusación falsa y el asesinato.
Aunque los eruditos modernos conocen algunos casos supervivientes en los que la ley Han se refería al comercio y los asuntos domésticos, las esferas del comercio —fuera de los monopolios— y la familia todavía se regían en gran medida por antiguas costumbres sociales. Muchas formas en que las relaciones familiares se llevaron a cabo ya estaban estipuladas en el antiguo canon confuciano, especialmente en el Libro de los Ritos. Esto se aceptó como la guía principal de ética y costumbre. En términos de contratos comerciales privados, generalmente incluían información sobre los bienes transferidos, la cantidad pagada, los nombres del comprador y del vendedor, la fecha de la transferencia y las firmas de los testigos.

## Arte y oficios

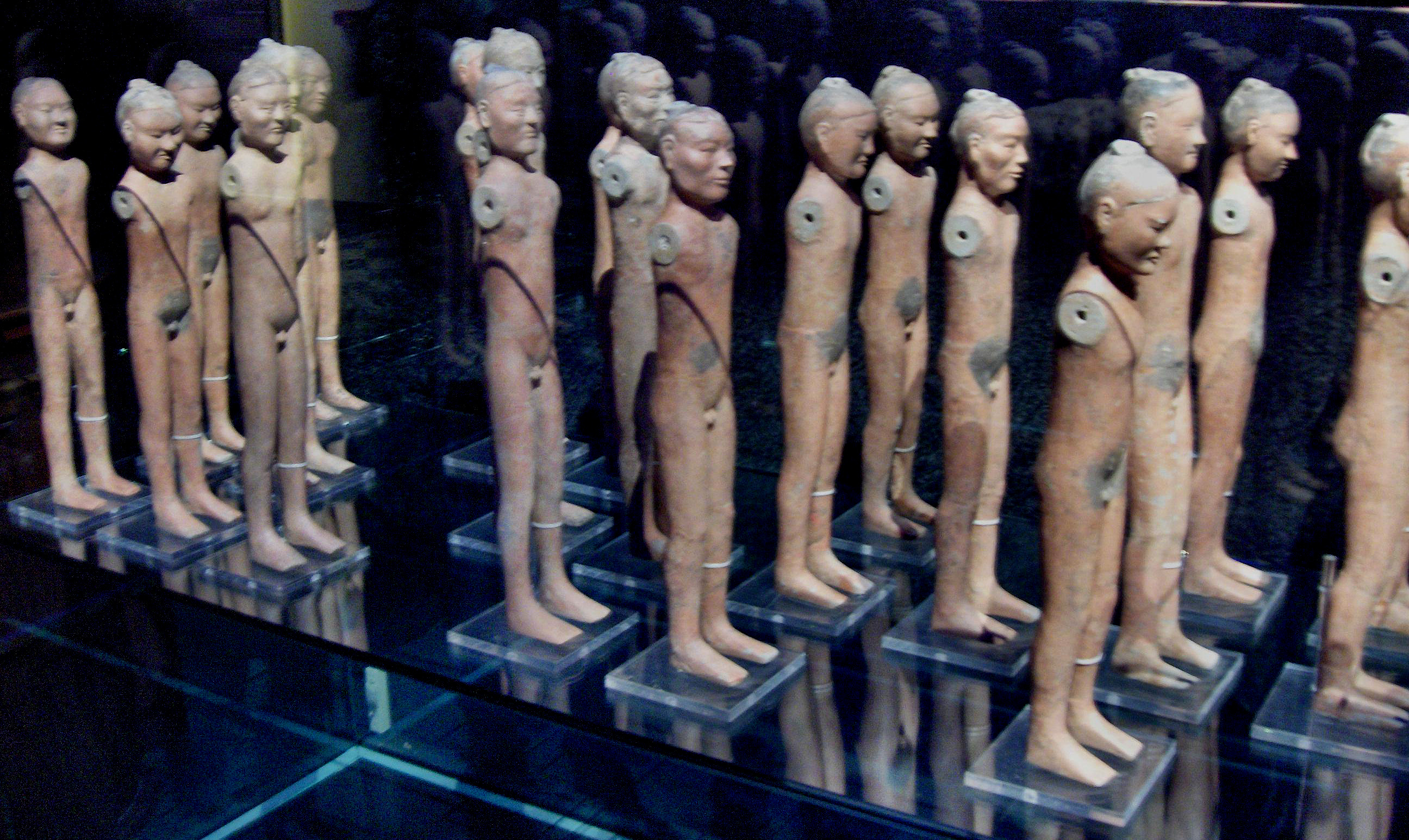
Cerámicas funerarias que representan criados desnudos, de la época de los Han occidentales. Estas figuras tenía brazos de madera y prendas de seda en miniatura, pero que al deteriorarse con el tiempo acabaron desapareciendo.

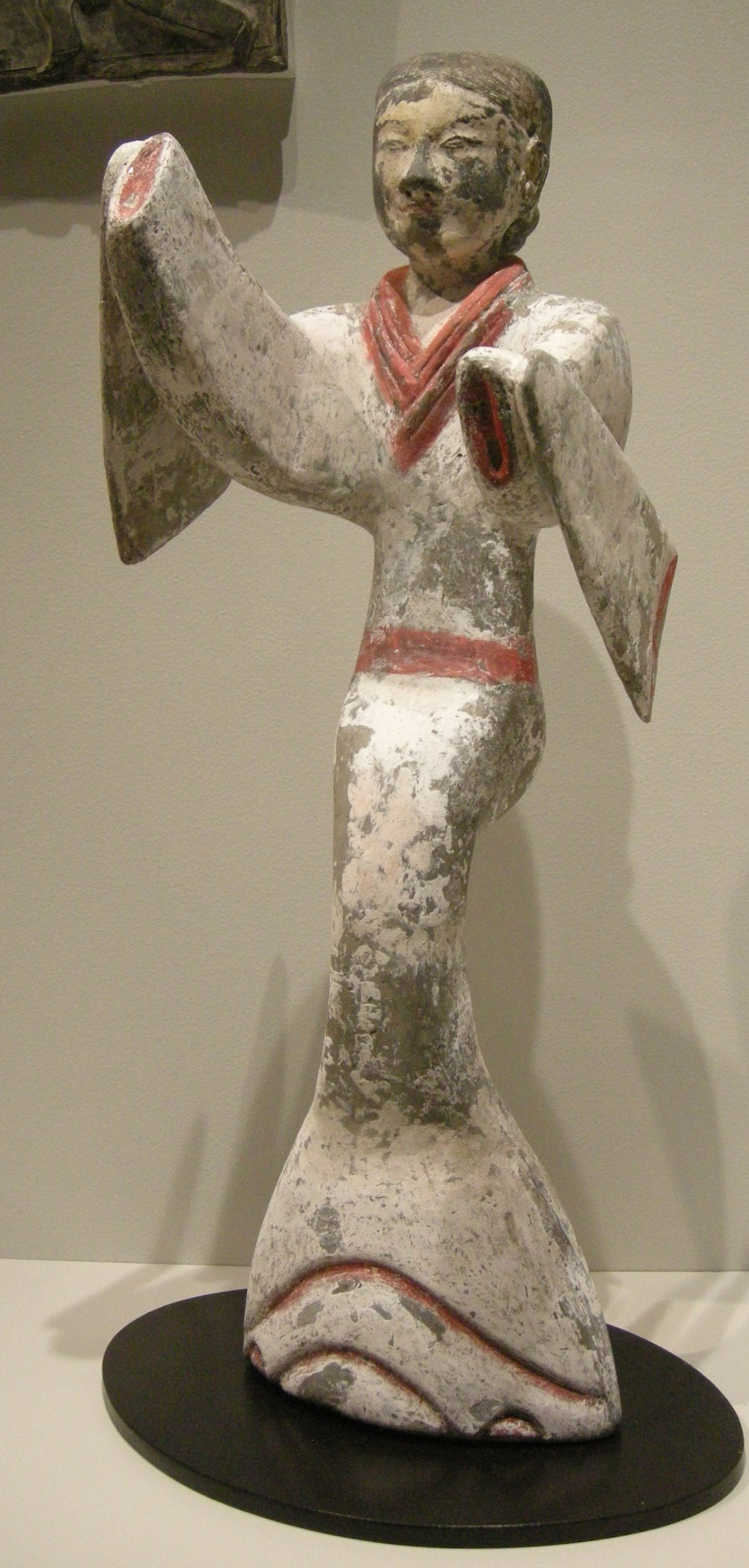
Cerámica pintada de la época Han, representa una mujer bailando, mientras mueve las mangas de su vestido de seda.

Los artistas eran considerados artesanos, ya que eran los trabajadores no agrícolas que hacían y decoraban objetos. El filósofo Wang Fu argumentó que la sociedad urbana explotaba a los agricultores productores de alimentos, mientras que en las ciudades, los hombres aptos podían perder el tiempo fabricando, entre otras cosas, fabricando carros de yeso, estatuas de terracota de perros y caballos, y figuras humanas que representaban cantantes o actores y además juguetes para niños. Sin embargo, bajo la dinastía de los Han oriental algunos oficiales comenzaron a participar en obras artesanales inicialmente reservadas a los maestros artesanos, como la ingeniería mecánica. El emperador Ling de Han mandó al consejero de la corte Cai Yong (133-192), pintar retratos y escribir elogios para valorar el poderoso clan Yang de funcionarios y oficiales del ejército durante cinco generaciones. Este es el primer caso registrado en China, donde un funcionario es instruido personalmente para escribir elogios y pintar retratos, en lugar de contratar artesanos expertos para efectuar dicho trabajo.
Los artículos de lujo amueblaban las casas de ricos comerciantes, funcionarios, nobles y la realeza. Tales productos a menudo fueron decorados por expertos artesanos, incluyendo lacados rojos y negros en varias formas y tamaños, artículos de bronce como espejos decorados con relieve, lámparas de aceite en forma de figuras humanas y bronce dorados, productos de cerámica vidriada con varios diseños incisos y adornos y joyas hechas de jade, ópalo, ámbar, cuarzo, oro y plata.
Además de la decoración doméstica, la obra de este periodo también cumplió una importante función funeraria. Los artistas y artesanos decoraron los ladrillos de la pared que cubren las tumbas subterráneas del difunto con pinturas murales y relieves esculpidos; el propósito de esta obra de arte era ayudar al fallecido a viajar después de la vida. Estampar los diseños artísticos en baldosas y ladrillos también era común. Las esculturas humanas de figuritas halladas en las tumbas Han, fueron colocadas allí para realizar diversas funciones para los difuntos en el más allá, como bailar y tocar música para entretenimiento, así como para servir comida. Un tipo común de figurilla de cerámica que se encuentra en las tumbas Han es una artista femenina luciendo mangas de seda largas y fluidas que las mueven mientras bailan. Algunas figuras humanas de cerámica, tanto masculinas como femeninas, se han encontrado desnudas, todas con los genitales claramente diferenciados y brazos desaparecidos. Esto se debe a que una vez tuvieron brazos de madera o de tela que se unieron a los agujeros que presentan en los hombros con clavijas, así como ropa en miniatura hecha de materiales perecederos, como la seda.
Durante la dinastía Han occidental, los objetos funerarios generalmente eran artefactos y piezas de arte que el ocupante de la tumba usaba cuando vivía. Según los Han orientales, los nuevos artículos estilísticos, mercancías y obras de arte encontrados en las tumbas solían estar hechos exclusivamente para el entierro y no se producían para el uso anterior del difunto cuando estaban vivos Estos incluyen torres de cerámica en miniatura, generalmente torres de vigilancia y casas residenciales urbanas, que proporcionaron a los historiadores pistas sobre la arquitectura de madera perdida. Además de las torres, también hay modelos en miniatura de molinos, pozos de agua, pocilgas, y campos de cultivo con animales como cerdos, perros, ovejas, gallinas y patos. Aunque muchos artículos colocados en tumbas se usaban comúnmente como utensilios, se consideraba tabú llevar los objetos especificados para el entierro a las viviendas o al palacio imperial. Únicamente podían ser llevados a la vivienda una vez que fueran anunciados adecuadamente en las ceremonias funerarias, y estuvieran reconocidos como mingqi (明器 / 冥器) —«artefactos temibles», «objetos para los muertos» o «artefactos espirituales»—.

## Ropa y alimentación

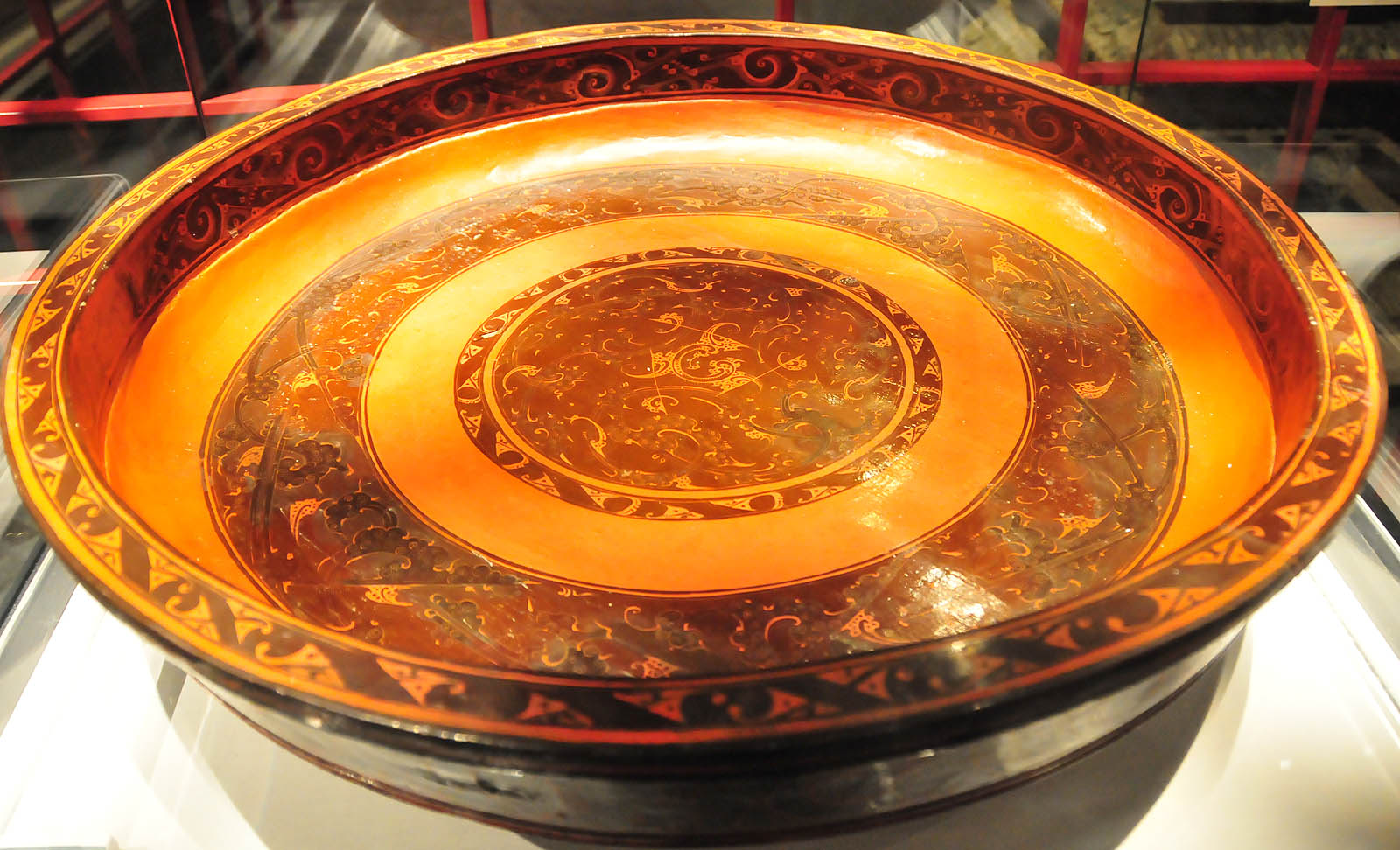
Una bandeja de laca Han roja y negra; los lacados eran artículos de lujo comunes que adornaban las mesas de los ricos.

Los alimentos básicos agrícolas más comunes fueron el trigo, la cebada, el arroz, el mijo, el mijo común y los frijoles. También consumieron sorgo, lágrimas de Job, taro, malva, mostaza verde, melón, calabaza, brote de bambú, las raíces de las plantas de loto y jengibre. Algunas de las frutas que comieron incluyen la castaña, la azufaifa, la pera, el melocotón y la ciruela, albaricoque , bayberry rojo y fresa.
Los chinos Han domesticaron y comieron pollos, patos mandarines, gansos, camellos, vacas, ovejas, cerdos y perros. [262] El tipo de animales de caza incluía el conejo, el ciervo sika, la tórtola, el ganso, búho, perdiz de bambú china, urraca, faisán común y grullas, mientras que los peces y las tortugas se tomaron de arroyos y lagos. La cerveza, que podía ser una bebida de malta no fermentada con bajo contenido de alcohol o una cerveza más fuerte fermentada con levadura, se consumía comúnmente junto con la carne, pero prácticamente nunca se consumía junto con granos como el arroz. El vino también se consumía regularmente.
La tumba del siglo II a. C. del Lady Dai contenía además de restos podridos de alimentos reales, como arroz, trigo, cebada, dos variedades de mijo y soja, y también un inventario con recetas en él. Había incluidos guisos de verduras y carne cocinados en vasijas, que tenían combinaciones como estofado de carne de vaca y arroz, carne de perro y estofado de apio, e incluso estofado de venado, pescado y brotes de bambú. Los condimentos mencionados en las recetas nombran el azúcar, la miel, la salsa de soja y la sal. Las recetas en Han generalmente requerían carne rellena de cereales, pasteles y varias envolturas.
Al igual que sus homólogos modernos, los chinos de la era Han usaban los palillos como utensilios para comer. Para beber bebidas, las personas adineradas durante los Han solían usar tazas con asas doradas e incrustaciones de plata.
Para los pobres, el cáñamo era el artículo común usado para hacer la ropa, mientras que los ricos podían comprar ropa de seda. La ropa de seda encontrada en las tumbas incluye batas acolchadas, túnicas de doble capa, túnicas de una sola capa, faldas de una sola capa, zapatos, calcetines. Los ricos también usaban pieles de zorro y tejón, plumas de pato silvestre y pantuflas con forro de cuero o seda; aquellos de medios más modestos podían usar lana y pieles de hurón. Las maletas grandes con esteras de bambú encontradas en las tumbas contenían ropa y artículos de lujo como telas estampadas y bordados, seda común, damasco y brocado, y el tejido de lana (o gasa), todos con colores y diseños ricos. Los Han también tenían herramientas para planchar la ropa.

## Religión, cosmología y metafísica

### Adoración de antepasados, deidades y la vida después de la muerte

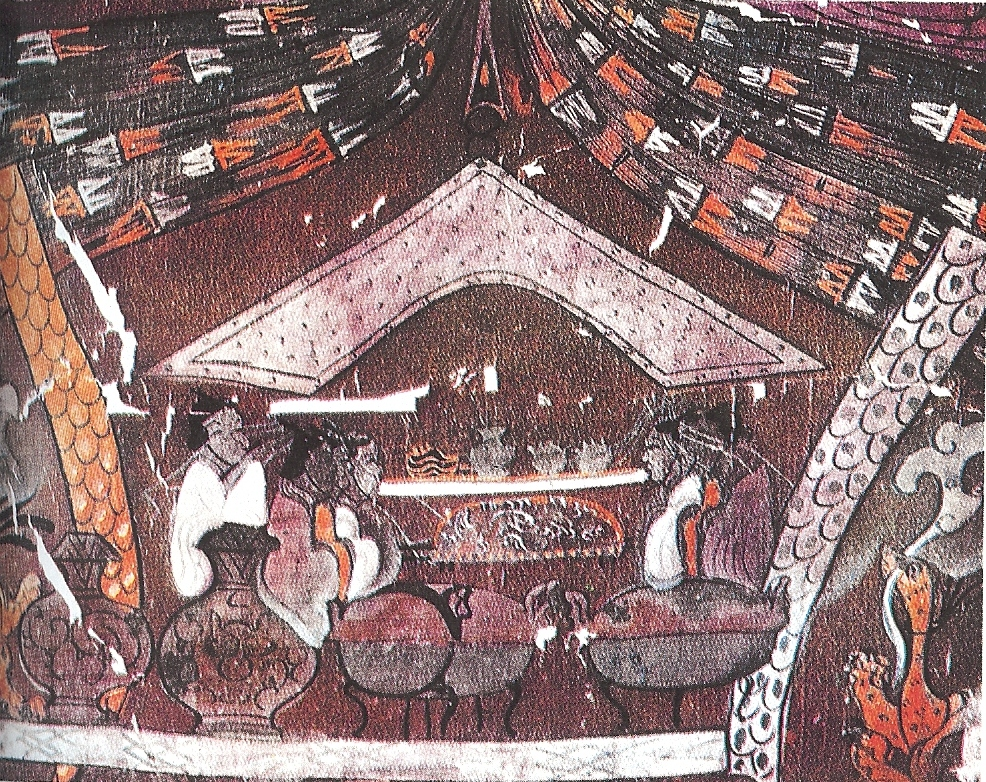
Una vista de primer plano de un estandarte de seda con un diseño pintado de una ofrenda de sacrificio al difunto, excavado en el Mawangdui en Changsha, provincia de Hunan, datado del siglo II a. C.

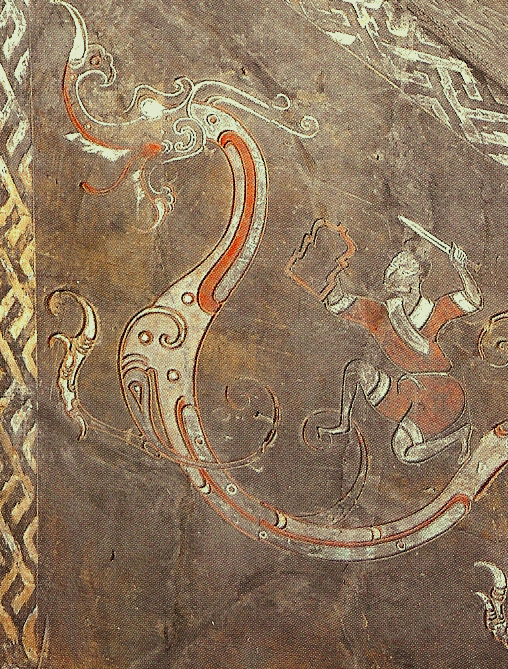
Una tumba de Han occidental pintada que muestra a un guerrero armado montado en un dragón, una de las muchas criaturas de la mitología china.

Las familias de todas las dinastías Han de la China, hicieron sacrificios rituales —generalmente con animales y alimento— a varias deidades, espíritus y antepasados. Se pensaba que los ancestros difuntos requerían comida y bebida en el más allá, por lo que los miembros de la familia estaban obligados a ofrecerles a sus antepasados en un santuario o templo familiar. Las familias adineradas que podían darse el lujo de enterrar a sus muertos en grandes tumbas a menudo colocaban los alimentos en las entradas de dichos complejos.
Los chinos de la era Han creían que una persona tenía dos almas, la hun y la po. Se creía que el alma espiritual (hun 魂) se desplazaba al paraíso de los inmortales (xian 仙) mientras que el alma del cuerpo (po 魄) permanecía en la tierra en su lugar de descanso apropiado, siempre que se tomaran medidas para evitar que deambulara al inframundo. El alma del cuerpo supuestamente podía utilizar elementos colocados en la tumba del difunto, tales como artículos domésticos, ropa, alimentos y utensilios, e incluso dinero en forma de réplicas de arcilla. Se creía que las almas bipartitas también podían reunirse temporalmente en una ceremonia llamada «convocando al hun para regresar al po» (zhao hun fu po 招魂 復 魄).
Sin embargo, las creencias Han en el más allá no fueron uniformes en todo el imperio y cambiaron con el tiempo. Había muchas costumbres y puntos de vista sobre cómo se viajaba a través de la otra vida, incluso los nombres hun y po para el alma espiritual y el cuerpo-alma podían sustituirse por «demonio» (gui 鬼) y «espíritu» (shen 神). Los demonios, o gui, se pensaba que eran manifestaciones parciales de los fallecidos, que carecían de su esencial energía vital (qi 氣) que tuvieron que ser exorcizados cuando maliciosamente causaron que los vivos se enfermaron; sin embargo, un demonio también podría considerarse un «fantasma» neutral. Los espíritus, o shen, generalmente se asociaban con los espíritus animalistas que encarnan ciertos lugares, como el conde del Río Amarillo (He Bo 河伯). Si se hacían los sacrificios apropiados a estos espíritus, se creía que traían buena suerte; si se descuidaban los sacrificios rituales, el espíritu podía infligir mala fortuna a las personas y a las comunidades locales. En el Han occidental, los textos que se dejaban en las tumbas ilustran que los vivos tenían una visión más favorable hacia los muertos que en los Han oriental, donde los espíritus generalmente eran más temidos como peligros para los vivos. Los registros Han occidentales que informan al subsuelo (gaodishu 告 地) se hicieron para «informar al gobernante del subterráneo' 告 地下 王 acerca de los deseos y necesidades del difunto en cuanto a vestimenta, vasijas y complementos. En cambio, los «textos que sofocan la tumba» (zhenmuwen 鎮 墓 文) que aparecieron durante el siglo I, sirvieron como pasaportes para los muertos para que no perturbaran o trajeran peligro a los vivos. Tanto las tumbas de Han occidental como las de Han oriental contenían «contratos de tierra» que establecían que el difunto poseía la tierra en la que estaba enterrado.
Dado que el emperador cumplía el papel de sumo sacerdote en la tierra, se vio obligado a ofrecer sacrificios rituales al Cielo, las deidades supremas y los espíritus de las montañas y los ríos. La corte de Qin había hecho sacrificios y había adorado a cuatro deidades principales, a lo que el emperador Gaozu añadió una en el 205 a. C. para formar Cinco poderes. El emperador Cheng (33-7 a. C.) canceló el culto estatal de los Cinco Poderes en favor de las ceremonias dedicadas al Cielo y al dios supremo Shangdi, que los reyes de la dinastía Zhou (c. 1050-256 a. C.) habían adorado y llevado a su legitimidad. Una de las razones subyacentes de este cambio en la política estatal fue el deseo del Emperador Cheng de obtener el favor directo del Cielo y así ser bendecido con un heredero varón. La adoración exclusiva del Cielo por el tribunal continuó por todo el resto de Han.

### Yin y yang y cinco fases
Los chinos Han creían que los tres reinos del Cielo, la Tierra y la Humanidad estaban inextricablemente unidos y sujetos a ciclos naturales; si el hombre pudiera entender estos ciclos, podría comprender los secretos ocultos de los tres reinos.. Un ciclo era yin y yang, que correspondía a ceder y dureza, sombra y luz solar, femenino y masculino, y la Luna y el Sol, respectivamente, mientras se pensaba que gobernaba los tres reinos y el cambio de estaciones.

Las interacciones de Wu Xing: el ciclo de creación (flechas negras en forma de círculo) y el ciclo de superación (flechas blancas en forma de estrella).

Las cinco fases o Wu Xing fueron otro ciclo importante donde los elementos de madera, fuego, tierra, metal, y agua se sucedieron en rotación y cada uno correspondía con ciertos rasgos a los tres reinos. Por ejemplo, las cinco fases se correspondían con otros conjuntos de cinco, como los cinco órganos —hígado, corazón, bazo, pulmones y riñones— y cinco sabores —es decir, ácido, amargo, dulce, picante y salado— o incluso con sensaciones similares, notas musicales, colores, planetas, calendarios y períodos de tiempo.
Fue aceptado durante la dinastía Qin que quien derrotara a sus rivales en la batalla tendría legitimidad para gobernar la tierra. En el momento de la usurpación de Wang Mang, comúnmente se creía que el Cielo, que ahora recibía mayor prominencia en el culto estatal, designaba qué casa individual y hereditaria tenía derecho a gobernar, un concepto conocido como el Mandato del Cielo. Michael Loewe —profesor retirado de la Universidad de Cambridge— escribe que esto es consistente con el gradualmente nivel mayor de énfasis dado a los elementos cósmicos de Cinco Fases, que estaban vinculados con el destino futuro de la dinastía y su protección. Dong Zhongshu enfatizó que un gobernante que se comportó inmoralmente y no se apegó a la conducta adecuada creó una interrupción en los ciclos naturales que gobiernan los Tres Reinos, lo que resultó en desastres naturales como terremotos, inundaciones, sequías, epidemias y plagas de langostas. Esta idea fue totalmente aceptada en la corte y en las dinastías posteriores, ya que los emperadores a menudo implementaban reformas al sistema legal o otorgaban amnistías para restaurar el equilibrio de la naturaleza.
Al comienzo de la dinastía Han, la familia Liu asociaba su dinastía con la fase de agua como lo había hecho la dinastía Qin anterior. En el 104 a. C., para acompañar la instalación del nuevo Calendario de Taichu, la corte se alineó con la fase terrestre para suplantar legítimamente el elemento de Qin. Poco después de la caída de Wang Mang el año 26, el nuevo tribunal de Han oriental declaró un argumento retrospectivo de que el elemento de Han siempre había sido el fuego.

### Taoísmo y budismo

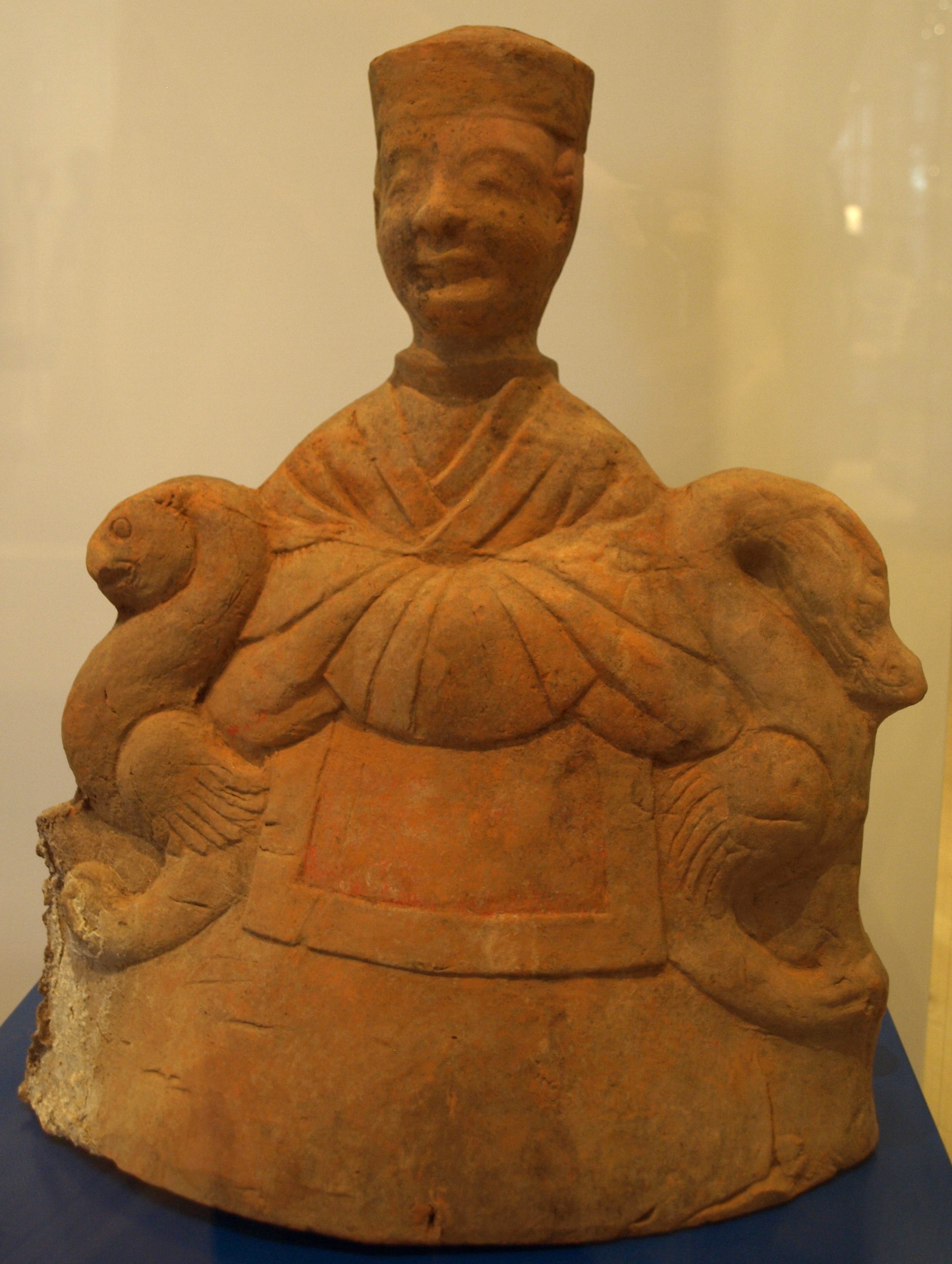
Estatuilla de barro que representa a la Reina Madre de Occidente Xiwangmu.

Después de que el pensamiento de Huang-Lao quedara eclipsado por otras ideologías que explicaban el cosmos durante el siglo II a. C., el sabio filósofo Laozi reemplazó al Emperador Amarillo como el antepasado y creador de las enseñanzas del Daoísmo. Según lo escrito por Wang Chong en el siglo I, los taoístas estaban principalmente interesados en obtener la inmortalidad. Valerie Hansen escribe que los daoístas de la era Han estaban organizados en pequeños grupos de personas que creían que la inmortalidad individual podía obtenerse mediante «ejercicios de respiración, técnicas sexuales y pociones médicas». Estas fueron las mismas prácticas de los taoístas que siguieron, siglos antes, el Libro de Zhuangzi (siglo IV a. C.). La población de esa época creía que la Reina Madre de Occidente Xiwangmu gobernaba sobre un reino montañoso de inmortales criaturas semihumanas que poseían elixires de inmortalidad con los que el hombre podía prolongar su vida. Además de la montaña de la Reina Madre de Occidente, Penglai Shan en el este era otro lugar mitológico donde se creía que se podía alcanzar también la inmortalidad. Wang Chong declaró que los taoístas, organizados en pequeños grupos de ermitaños y en gran medida despreocupados con los laicos en general, creían que podían intentar volar a las tierras de los inmortales y convertirse en hombres puros e invencibles. Su crítica de tales grupos es la fuente más conocida de su siglo para describir las creencias taoístas. Siguió una gran transformación en las creencias taoístas en el siglo II, cuando grandes sociedades jerárquicas religiosas se formaron y vieron a Lao Tse como una deidad y profeta que anunciaría la salvación para sus seguidores.
La primera mención del budismo chino ocurrió en el año 65 d. C. Esto fue en lo que respecta a Liu Ying (año 71), medio hermano del emperador Ming de Han, quien entonces supuestamente rindió homenaje al Buda Gautama. En este punto, el budismo chino estaba fuertemente asociado con el taoísmo de Huang-Lao.

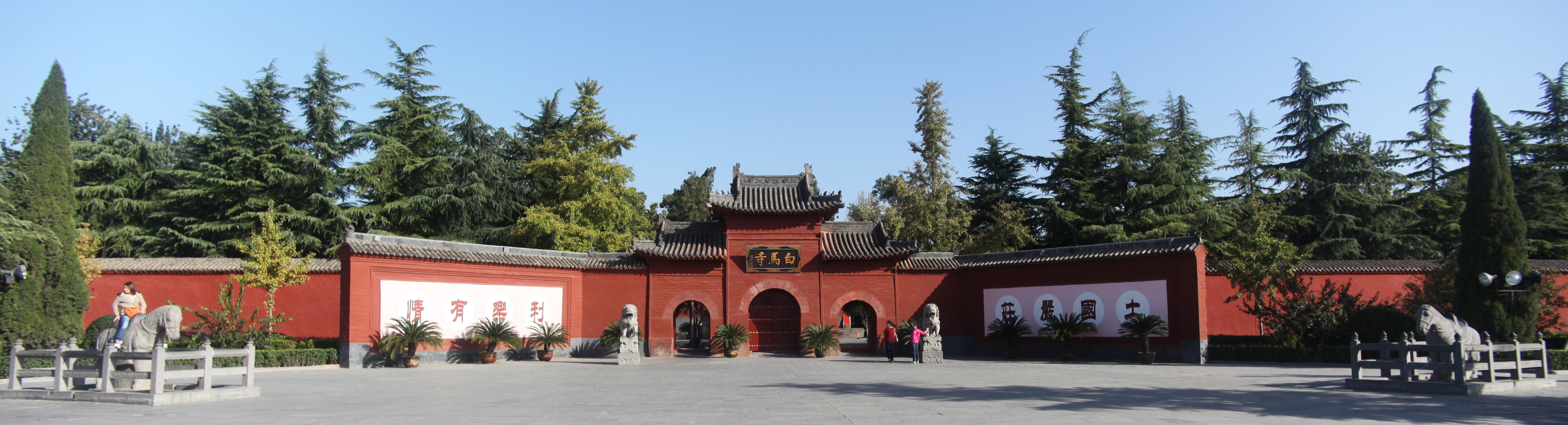
El Templo del Caballo Blanco es el primer templo del Budismo en China, establecido en el año 68, bajo el patrocinio del Emperador Ming de Han de la Dinastía Han oriental en Luoyang.

El emperador Ming levantó el primer templo budista conocido construido en China, el Templo del Caballo Blanco de Luoyang. Un mito popular afirmaba que dos monjes de este templo fueron los primeros en traducir el Sutra de cuarenta y dos capítulos, al chino, aunque ahora se sabe que esta obra no se tradujo al chino hasta el siglo II. El monje de An Shigao del imperio de Partia vino a China en el año 148. Tradujo las obras budistas de la escuela Hinayana al chino, así como obras de yoga que los chinos de finales de la época Han asociaron con ejercicios taoístas. Otro monje extranjero, Lokaksema del imperio kushán, viajó y se quedó en la China de los Han alrededor de los años 178-198. Tradujo los Prajñāpāramitā-sūtra, Shurangama Sutra y Pratyutpanna Sutra , e introdujo en China los conceptos de los budas Akshobhia, Amitābha de la escuela de la Tierra Pura y enseñanzas sobre Manjusri.

### Sociedades y rebeliones religiosas

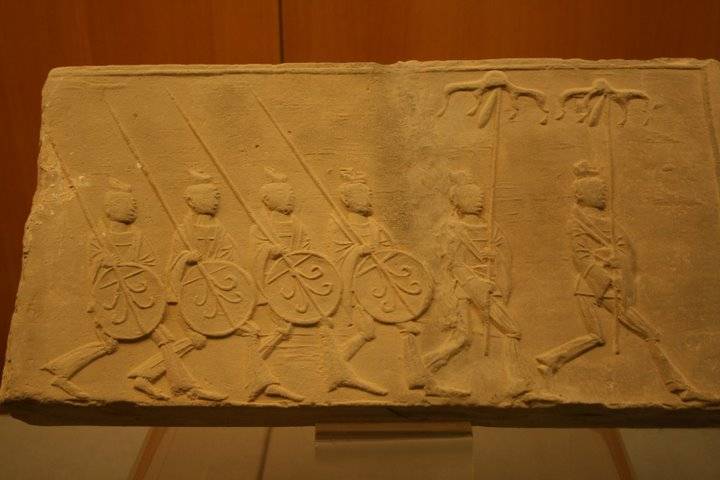
Grabado en alto relieve de una tumba en una pieza de barro, datada de la dinastía Han. Este grabado representa la infantería armada con escudos y lanzas, precedida por dos hombres con pancartas.

La sociedad religiosa taoísta conocida como la «Escuela cinco quintales de arroz» fue fundada por Zhang Daoling en el año 142. Zhang creció en la provincia que corresponde actualmente a Jiangsu, en el estudio de las creencias taoíastas sobre la inmortalidad. Se instaló en la provincia que corresponde actualmente a Sichuan y afirmó que tuvo una revelación en que Lao-Tse, sentado en medio de los dioses, haciéndole a él su representante principal terrestre y su maestro celestial. El movimiento se extiende rápidamente, especialmente cuando Zhang Heng y Zhang Lu, hijos de Zhang, toman la delantera. En lugar de dinero, los discípulos deben dar cinco quintales de arroz a la sociedad religiosa como una contribución y negarse a participar en el culto de los dioses «inmundos», es decir aquellos que aceptan los sacrificios de carne. Los líderes religiosos de la «Escuela Cinco bebidas» se llaman los «maestros de las libaciones», un título normalmente asociado con los ancianos del pueblo, que tienen el derecho de poder beber primero en las fiestas. Estos maestros enseñan a los laicos que deben obedecer las reglas de la sociedad religiosa, y serán recompensados con una vida sana y con buena salud. Por lo tanto, la enfermedad se considera el resultado de la violación de las reglas religiosas y los pecados cometidos; que obliga al paciente a confesar a un maestro de libación, quien es responsable de velar por la recuperación del «pecador». Los miembros de la escuela creen que los pasajes de canto Dàodé jīng ayuda a curar enfermedades. Zhang Lu, el segundo sucesor de Zhang Daoling desencadena una rebelión en el año 184, que le permite tomar el control de Ba y Hanzhong durante tres décadas. Incluso creó «instituciones de caridad», inspirado en los Han, donde se ofrecía grano y carne a sus discípulos. Aunque Zhang Lu termina yendo al vanciller Cao Cao en el año 215, Cao desconfía de él y de su influencia en la población. Para neutralizarlos de forma permanente, el canciller concede feudos a Zhang y su hijo.

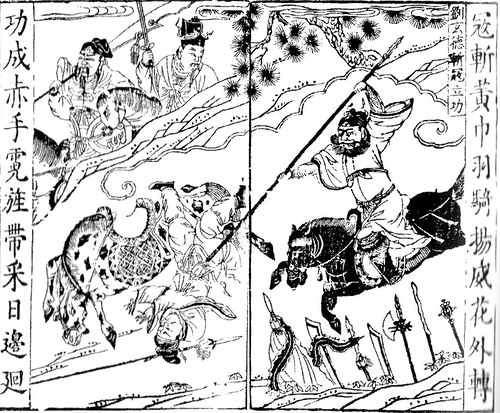
Una ilustración de la dinastía Qing que representa a Liu Bei, Guan Yu y Zhang Fei durante la Rebelión de los Turbantes Amarillos del año 184.

La rebelión de los Turbantes Amarillos estalló en el 184 y se extendió rápidamente por todo el imperio. Los líderes de esta rebelión afirmaban que estaban destinados a gobernar sobre toda China para establecer una era utópica de paz. Originarios de los valles de Huai y Amarillo, los turbantes amarillos creían, como la «Escuela cinco quintales de arroz», que la enfermedad es consecuencia de una mala acción, obligando a los pacientes a confesarse ante los líderes de la iglesia y curanderos. Sin embargo, a diferencia de los «cinco quintales», los turbantes amarillos normalmente usaban agua bendita para evaluar la gravedad de la enfermedad, si esta agua no era suficiente para superarla, esto significaba que los pecados de los enfermos habían sido considerados demasiado importantes para ser redimido. Como el año 184 era el primero de un nuevo ciclo sexagesimal del calendario chino y se consideraba muy auspicioso; Zhang Jiao, el líder supremo de los turbantes amarillos, eligió el tercer mes de este año para rebelarse. Cuando la corte Han se hace consciente de sus intenciones, Zhang tiene que poner rápidamente en marcha la rebelión. A pesar de que los turbantes amarillos son capaces de recoger cientos de miles de soldados, son superados por las fuerzas combinadas de las tropas imperiales y los generales independientes que respondieron a la llamada del emperador. A fines de año, todos sus líderes, incluido Zhang Jiao, murieron y sus fuerzas restantes se dispersaron en pequeños grupos que subsistieron hasta que se integraron al ejército de Cao Cao en el año 192.